# Jules Hardouin-Mansart
Pour les articles homonymes, voir Hardouin et Mansart.
Jules Hardouin-Mansart, comte de Sagonne (1699), né le 16 avril 1646 à Paris et mort le 11 mai 1708 à Marly-le-Roi, est un architecte français. Il fut Premier architecte du roi Louis XIV et surintendant des Bâtiments du roi.
Il est le petit-neveu de l'architecte François Mansart.

## Biographie

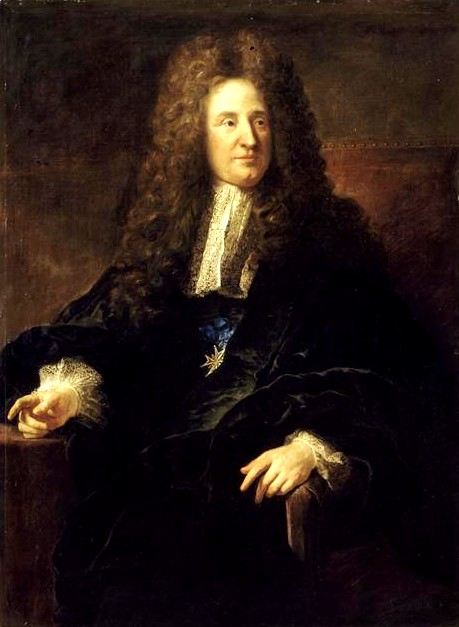
François de Troy, Jules Hardouin-Mansart (1699), château de Versailles.

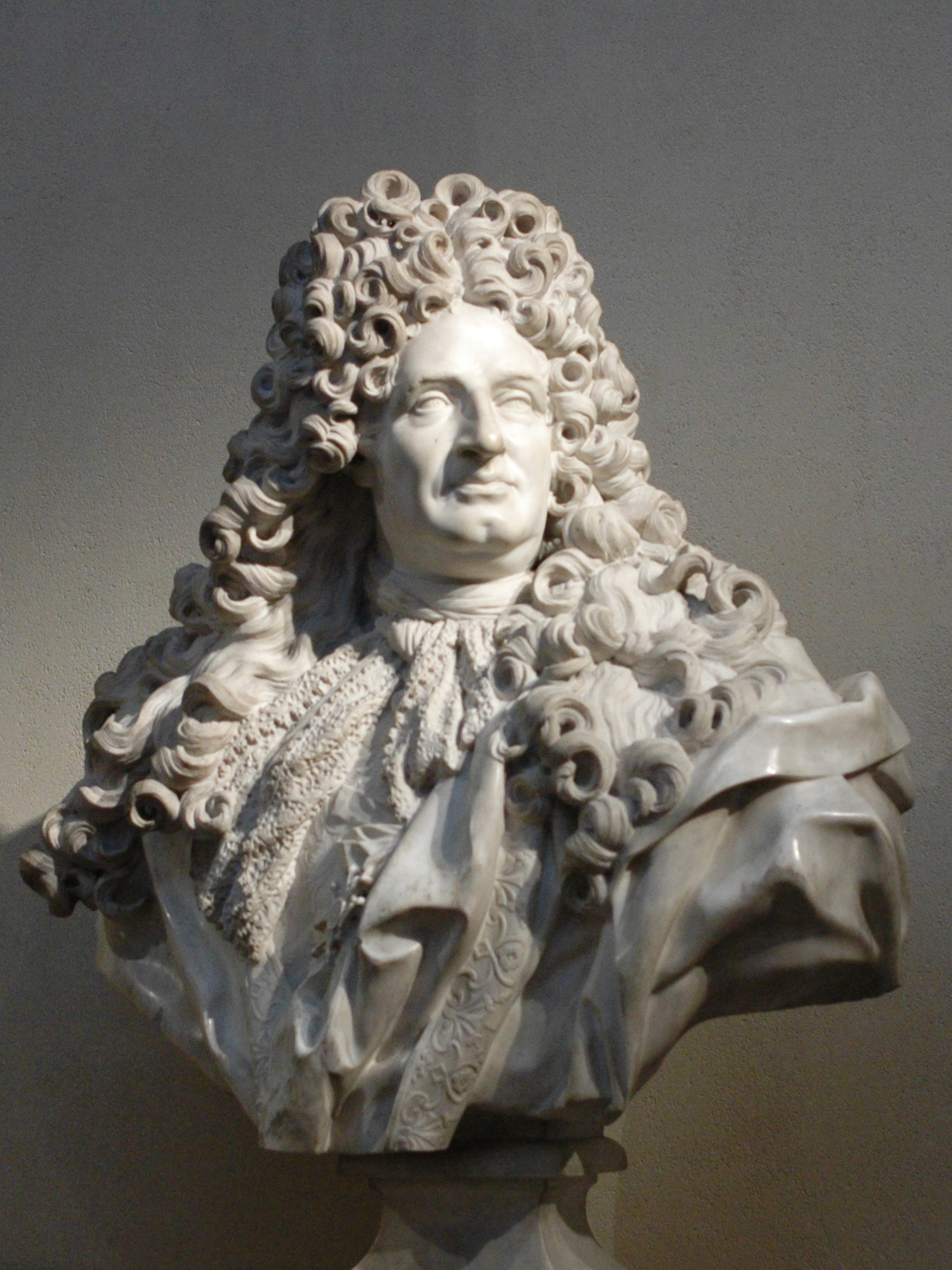
Jean-Louis Lemoyne, Jules Hardouin-Mansart (1703), Paris, musée du Louvre.

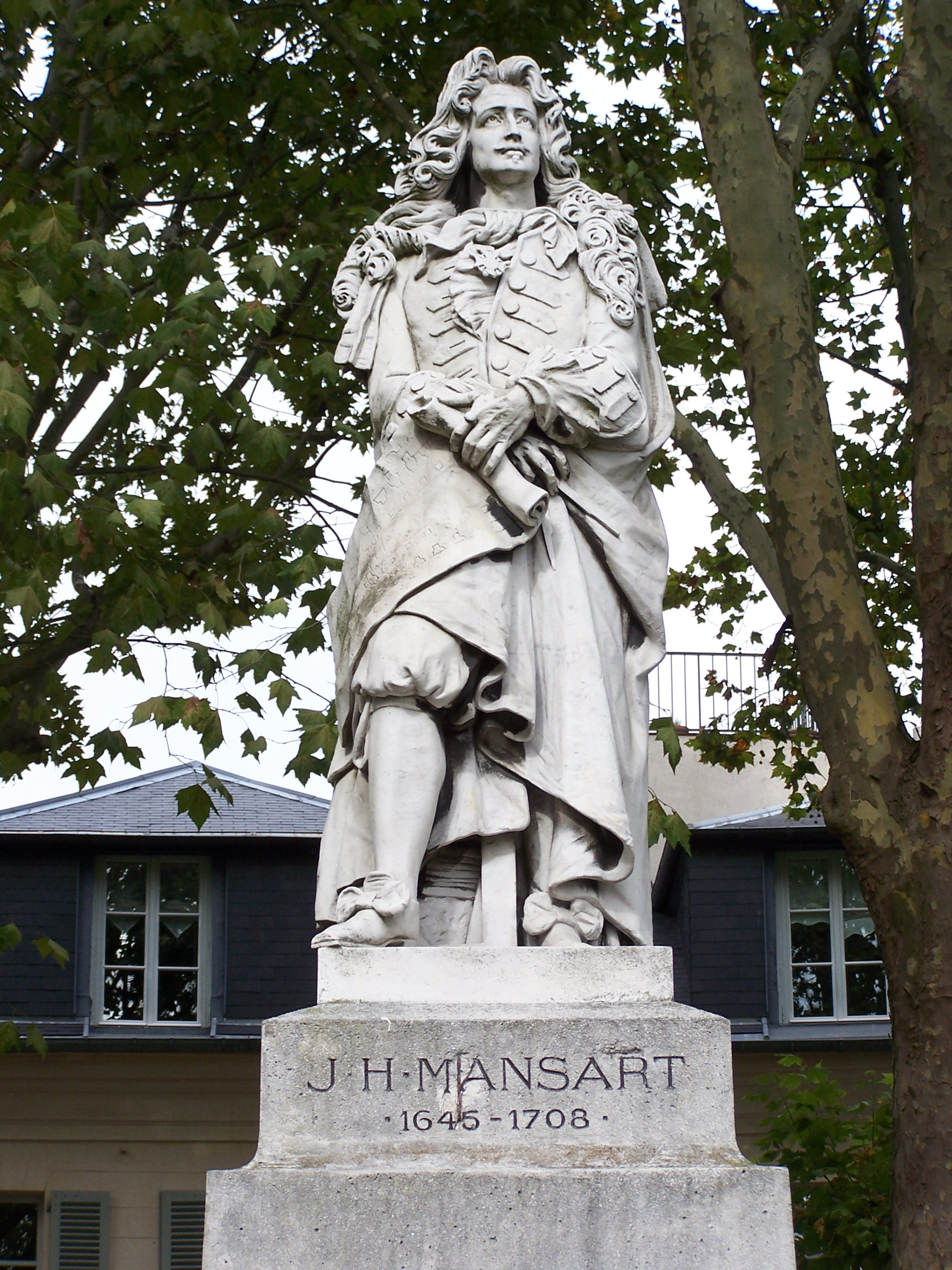
Monument à Jules Hardouin-Mansart (XIXe siècle), Versailles, place Alexandre Ier de Yougoslavie.

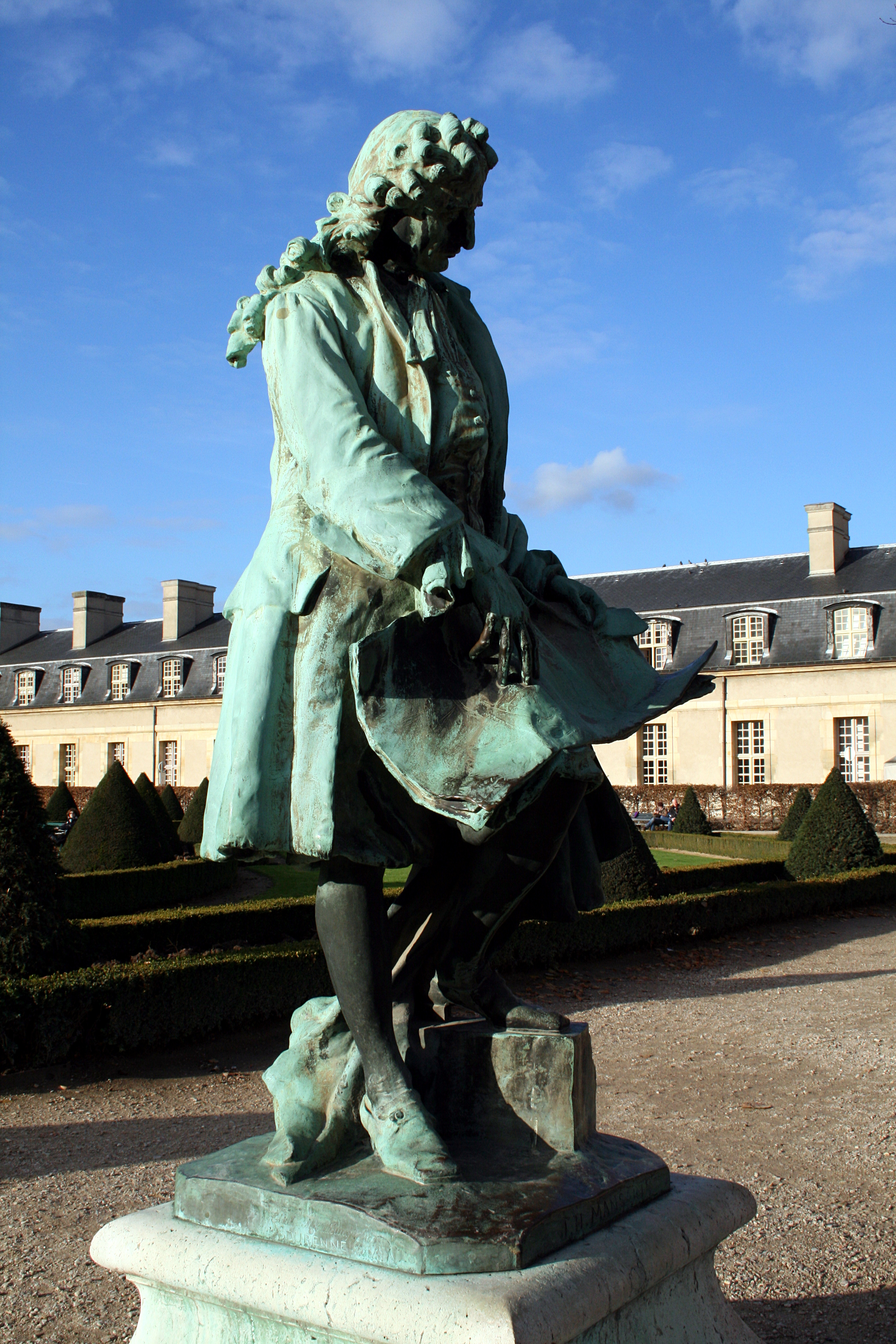
Ernest Henri Dubois, Statue de Jules Hardouin-Mansart, Paris, Jardin de l'Intendant de l'Hôtel des Invalides.

Jules Hardouin-Mansart est formé par Libéral Bruand. Il commence à se faire connaître en 1674 par la construction du petit château de Val et sa participation aux aménagements de Chantilly. Il semble particulièrement apprécié du duc d'Enghien, fils du Grand Condé.
Il gagne l'estime du roi Louis XIV après avoir dessiné les plans du château de Clagny, destiné à la maîtresse favorite du roi, Madame de Montespan. Il devient architecte ordinaire en 1675 et entre à l'Académie royale d'architecture.
À la demande de l'évêque Michel Tubeuf, Mansart réalise les plans du palais épiscopal de Castres en 1677 intégrant la tour médiévale Saint-Benoît.
Premier architecte du roi en 1681, il est nommé intendant général des Bâtiments du roi en 1685.
En 1691, Jules Hardouin-Mansart, qui vient d’achever le dôme de l'hôtel des Invalides, devient inspecteur général des Bâtiments du roi. Il appelle auprès de lui Charles de La Fosse en 1692, le loge dans sa maison, et lui demande des esquisses pour la décoration des Invalides. Celui-ci peint à fresque l’intérieur du dôme de 1702 à 1706.
Il devient surintendant des Bâtiments du roi en 1699. Il avait été anobli par Louis XIV en 1682, mais il n'avait pour tout titre que celui d'écuyer car il n'avait pas de terre titrée. En 1699, il peut acquérir le comté de Sagonne en Bourbonnais (pour 130 000 livres) et faire valoir son titre de comte.
Jules Hardouin-Mansart épouse le 3 février 1668 Anne Bodin (1646-1738) dont il a cinq enfants :
- Catherine Henriette (1673-1748), qui épouse en 1693 Claude Le Bas de Montargis (1659-1741), riche trésorier de l'extraordinaire des guerres, devenu secrétaire des Ordres du Roi et marquis du Bouchet-Valgrand ;
- Louis (1674-1681) ;
- Julie Andrée Anne (1676-1677) ;
- Catherine (1673-1702), qui épouse en 1699 Vincent Maynon (1668-1736) ;
- Jacques (1677-1762), comte de Sagonne, qui épouse Madeleine Bernard (1684-1716), fille du financier Samuel Bernard. Il se remarie en 1726 avec Guillemette dite Madeleine d'Hugueny[2], avec qui il a cinq enfants doublement adultérins — elle était elle-même mariée — dont les deux architectes : Jean Mansart de Jouy (1705-1783) et Jacques Hardouin-Mansart de Sagonne (1711-1778).

Mort à Marly-le-Roi le 11 mai 1708, Jules Hardouin-Mansart est inhumé à Paris dans l'église Saint-Paul-des-Champs (rasée en 1796-1799, ainsi que son monument funéraire en marbre qu'y avait érigé Antoine Coysevox). Ses restes sont déposés aux catacombes de Paris[Quand ?].

## Réalisations
- 1669-1679 : Hôtel de L'Averdy, ancien Petit hôtel de Guénégaud, dit de Conti, dans l'enceinte de l'hôtel de la Monnaie à Paris, sa première œuvre connue[4].
- 1669 : Hôtel de ville de Nemours, ancien couvent de la congrégation Notre-Dame[5].
- 1670-1672 : Hôtels, place d'Armes à Versailles.
- 1671-1674 : reconstruction du château de Magny (aujourd'hui Guiscard), pour la maréchale de Chaulnes[6] ;
- 1673 : Chapelle de la Communion à l'église Saint-Séverin, Paris.
- 1673-1676 : Hôtel de ville d'Arles.
- 1674-1677 : Château de Val, à Saint-Germain-en-Laye.
- 1674-1685 : Hôtel de Sagonne au 28, rue des Tournelles à Paris (également en 1690) ;
- 1675 : embellissement et réaménagement du château de Chaulnes, pour le 3e duc de Chaulnes[7] ;
- 1675-1683 : Château de Clagny, à Versailles.
- 1676 : Château de la Chaize, à Odenas.
- 1676-1680 : Pavillon de Manse, à Chantilly.
- 1677-1699 : Place Vendôme, à Paris, nommée à l'époque place des Conquêtes.
- 1676-1706 : Une partie de l'hôtel des Invalides à Paris, en particulier l'église du Dôme et l'église Saint-Louis-des-Invalides.
- 1677-1679 : Palais épiscopal de Castres.
- 1677 : L'aile sur cour de l'hôtel de Chaulnes au 9, place des Vosges à Paris, pour le 3e duc de Chaulnes ;
- 1678 : Hôtel de Fieubet, quai des Célestins à Paris.
- 1679 : Hôtel de Noailles[8], à Saint-Germain-en-Laye.
- 1679-1680 : Construction d'une nouvelle chapelle et prolongement de l'aile sud du château de Serrant (1re intervention).
- 1679-1699 : Château de Marly, à Marly-le-Roi.
- 1681 : Travaux au Château-Vieux à Saint-Germain-en-Laye.
- 1686-1687 : Transformation de l'aile sud du château de Saint-Cloud et réalisation du grand escalier.
- 1699 : Modification de la grande cascade du parc du château de Saint-Cloud.
- Au château de Versailles :
  - 1677 : Bosquet des Dômes;
  - 1678 à 1684 : La galerie des Glaces, salon de la Guerre, salon de la Paix ;
  - 1679-1689 : Façade côté parc, les ailes de retrait du nord et du midi, ailes des ministres ;
  - 1682-1684 : Le Grand Commun ;
  - 1683-1686 : La Petite et la Grande Écurie, la nouvelle orangerie ;
  - 1684-1685 : L'aile du Nord ;
  - 1684-1685 : Bosquet de la Colonnade ;
  - 1687 : Grand Trianon ;
  - 1698-1710 : Chapelle royale.
  - 1698-1702 : Embellissement et constructions des pavillons de la ménagerie royale de Versailles.
- 1698-1710 : Église Notre-Dame de Versailles.
- 1680 : Pavillons du château de Saint-Germain-en-Laye (aujourd'hui détruits).
- 1681 : Hôtel de Beauvillier à Versailles[9].
- 1682 : Hôtel Colbert de Croissy, à Versailles[9].
- 1682-1686 : Château de Dampierre, à Dampierre-en-Yvelines.
- 1683 : Orangerie du château de Chantilly.
- 1683 : Hôtel de Chevreuse à Versailles[9].
- 1684 : Achèvement de la chapelle du château de Chambord.
- 1684 : Travaux au Petit Château de Chantilly.
- 1684 : Couvent des Récollets à Versailles.
- 1685 : Château de Boury, à Boury-en-Vexin.
- 1685-1686 : Restauration de la salle des États au palais des ducs de Bourgogne, à Dijon.
- 1685-1688 : Place Vendôme et le couvent des Capucines à Paris.
- 1685-1689 : Pont Royal, à Paris.
- 1685-1694 : Place des Victoires, à Paris.
- 1686 : Place Royale, à Dijon.
- 1686 : Orangerie du château de Sceaux.
- 1686 : Maison royale de Saint-Louis (actuellement Lycée Militaire de Saint Cyr), à Saint-Cyr-l'École.
- 1687-1692 : Plans de l'église Notre-Dame de l'Assomption, à Chantilly.
- 1688-1689: Église Saint-Vigor de Marly-le-Roi.
- 1691 : Orangerie du château de Gaillon, sur commande de l'archevêque de Rouen.
- 1692 : Orangerie du château des ducs de La Trémoille, à Thouars.
- 1694 : Plans du château de L'Isle, dans le canton de Vaud.
- 1695-1700 : Château de l'Étang à Marnes-la-Coquette pour Louis-François-Marie Le Tellier de Barbezieux, secrétaire d'Etat du Roi Louis XIV[10].
- 1695-1708 : Reconstruction en style gothique, à Poissy, de l'église Saint-Louis, frappée par la foudre.
- 1696 : Transformations du parc du château d'Écouen, esplanade à l'arrière du château et allées.
- 1697-1698 : Hôtel de Lorge, à Paris[11].
- 1698-1704 : Embellissement du château de Meudon pour le Grand Dauphin.
- 1698 : Château de Vanves, actuel pavillon administratif du lycée Michelet.
- 1698-1707 : Reconstruction du château de Guermantes, aménagements de perrons.
- 1699-1701 : Galerie d'Énée au Palais-Royal, à Paris.
- 1699-1702 : Modification de la place Vendôme à Paris.
- 1700 : Château de Boufflers (ruiné en 1914-1918), à Boufflers.
- 1701-1703 : Reconstruction de l'hôtel de ville de Lyon, par suite de son incendie.
- 1703 : Pavillons d'angle et la grille d'honneur du château de Serrant (2de intervention).
- 1703 : Hôtel Lebas de Montargis, place Vendôme à Paris.
- 1701-1722 : Église Saint-Roch, à Paris.
- 1705-1710 : Pont de Moulins sur l'Allier (détruit avant mise en service, par une crue en 1710)
- 1706-1708 : Château-Neuf, à Meudon.

## Galerie

### Œuvres civiles

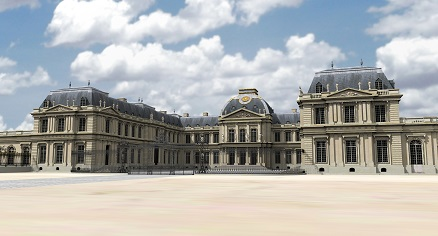
Château de Clagny à Versailles (1675-1683), reconstitution.
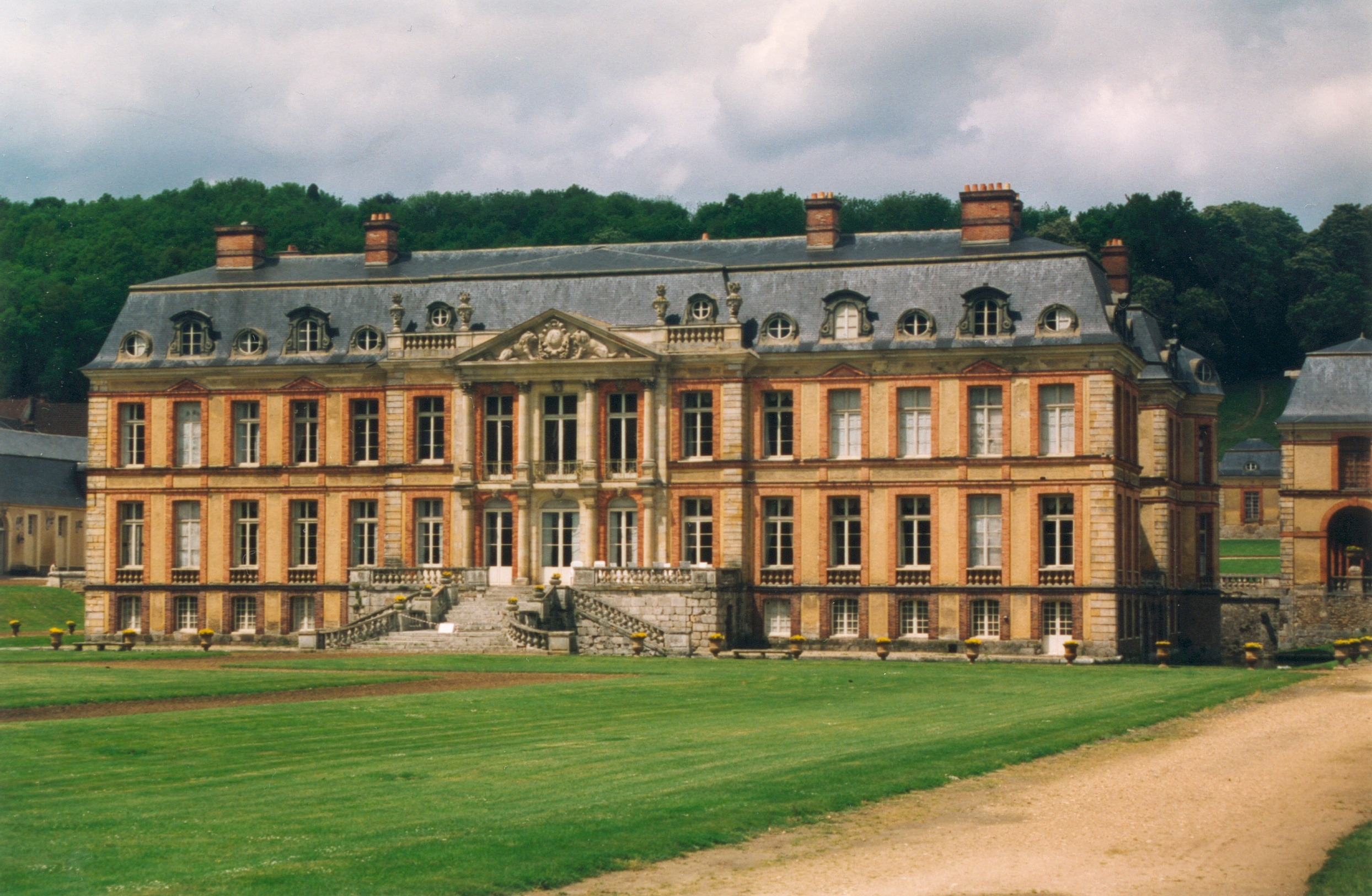
Château de Dampierre-en-Yvelines
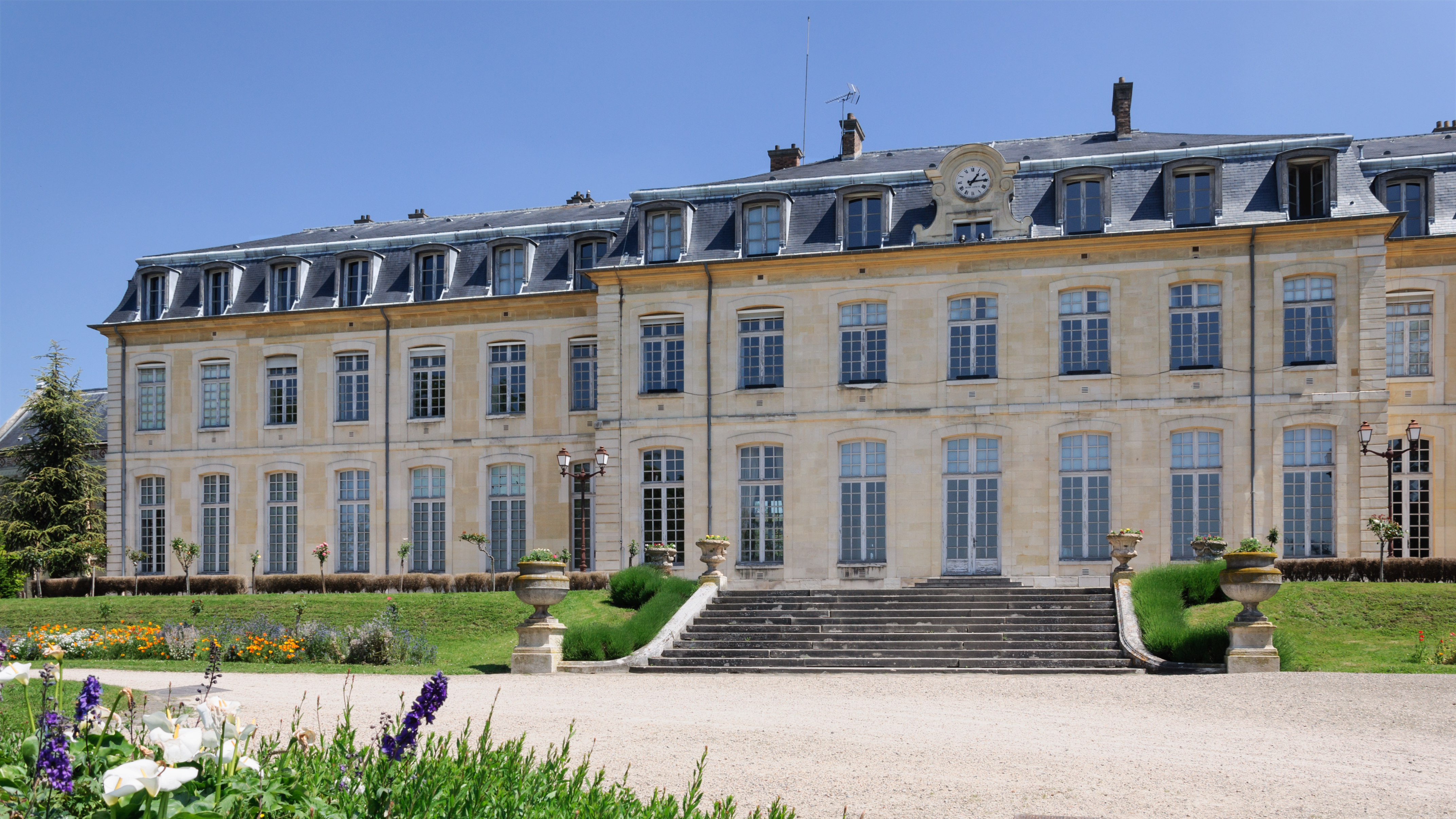
Château de Vanves, actuel lycée Michelet.
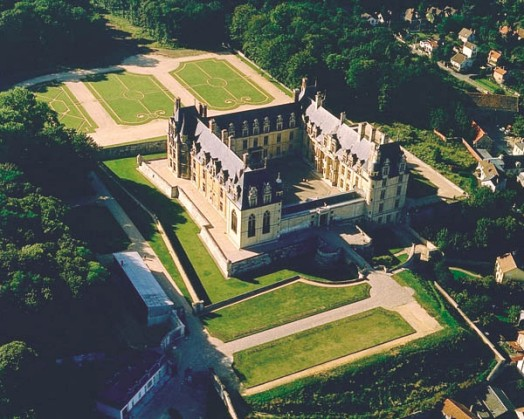
Parc du Château d'Écouen
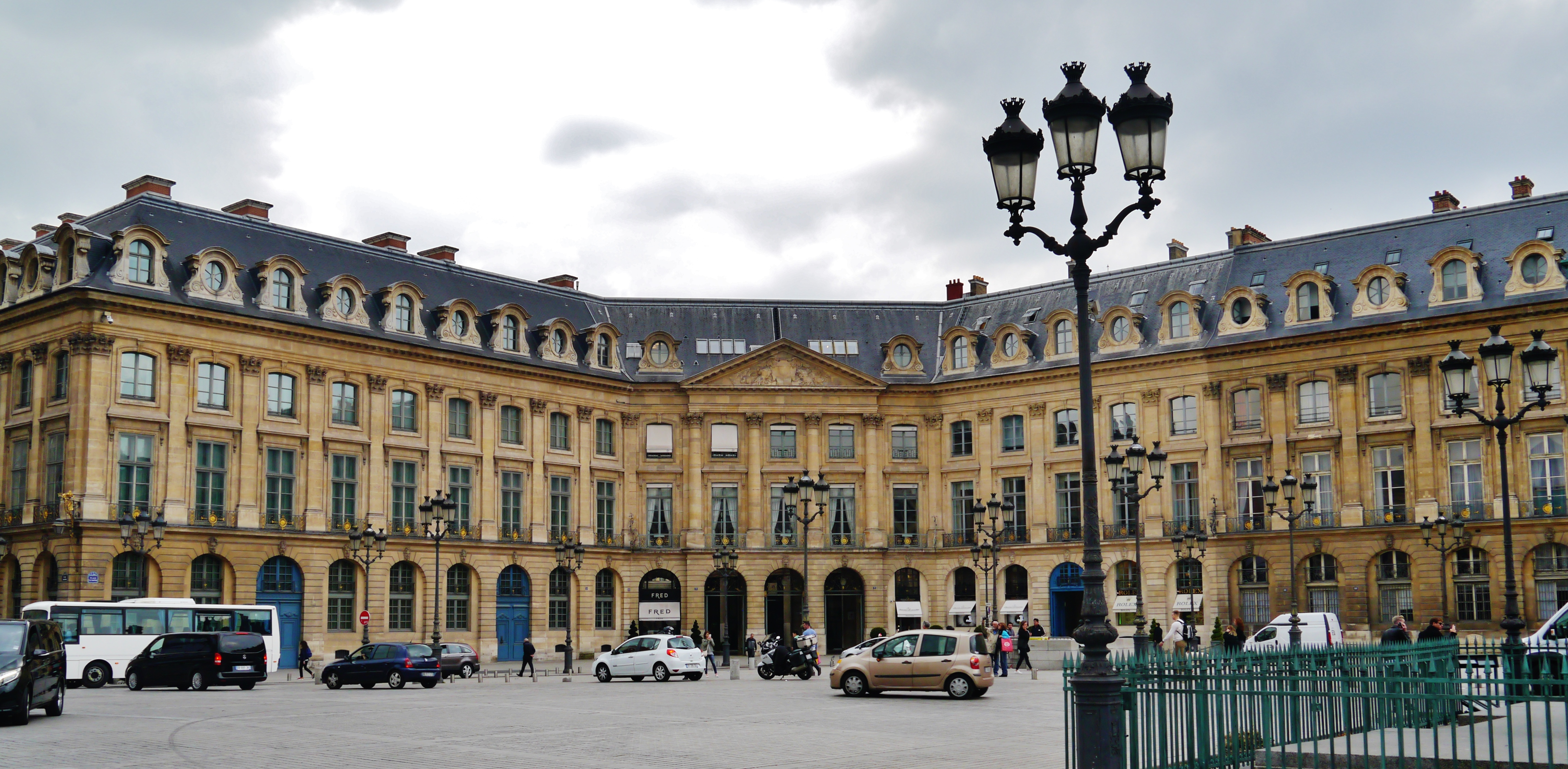
Place Vendôme à Paris.
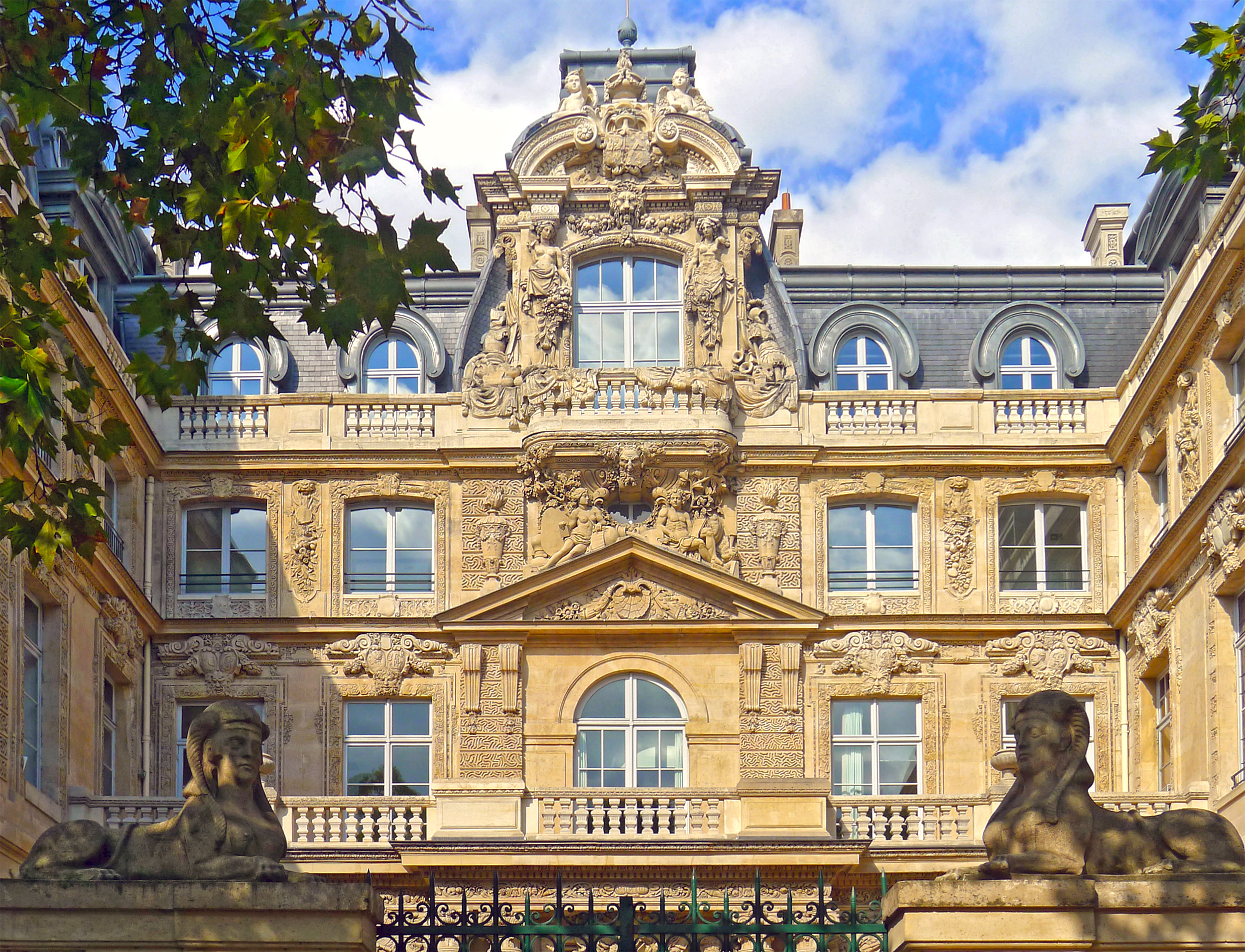
Hôtel Fiebet
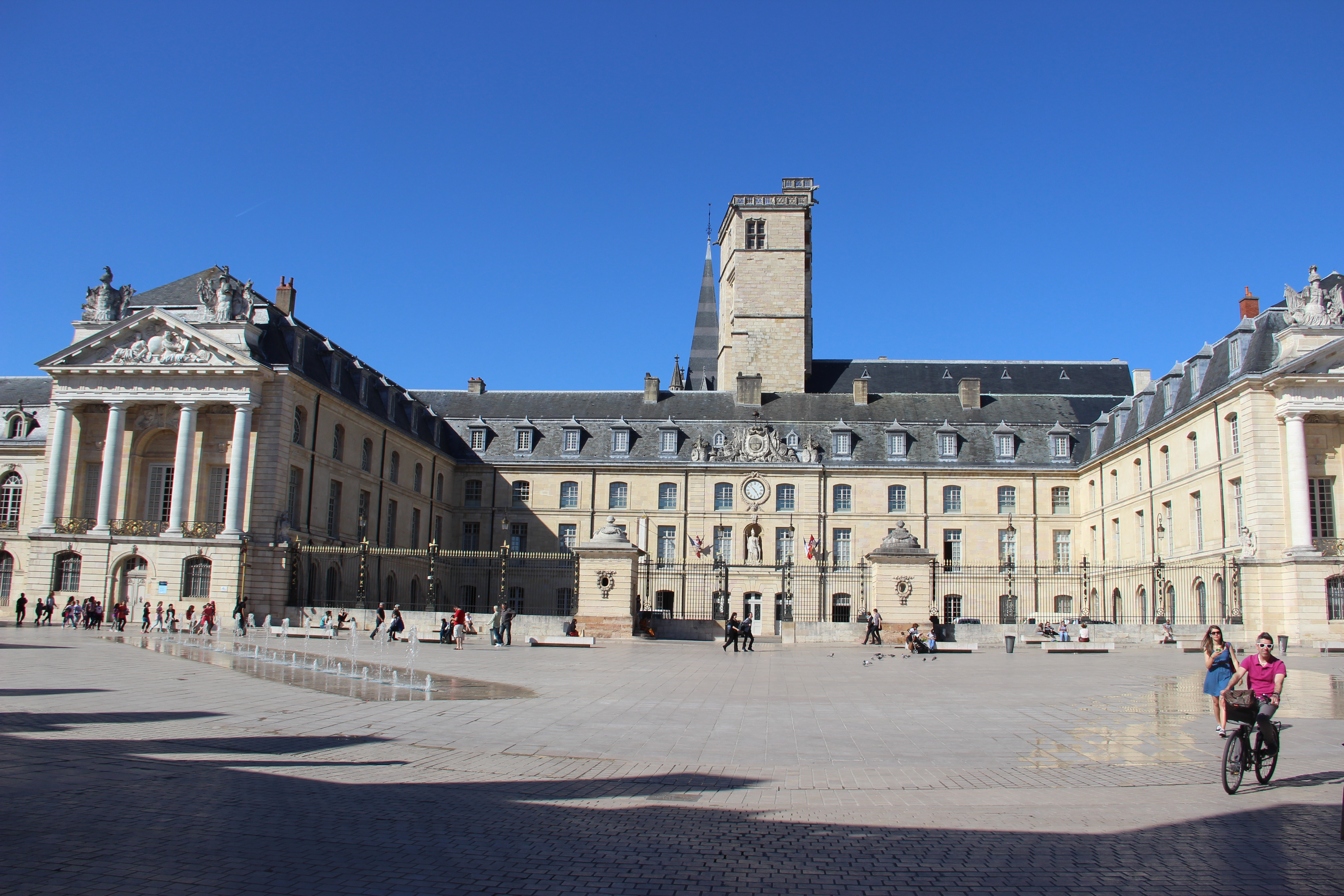
Palais des ducs de Bourgogne à Dijon.
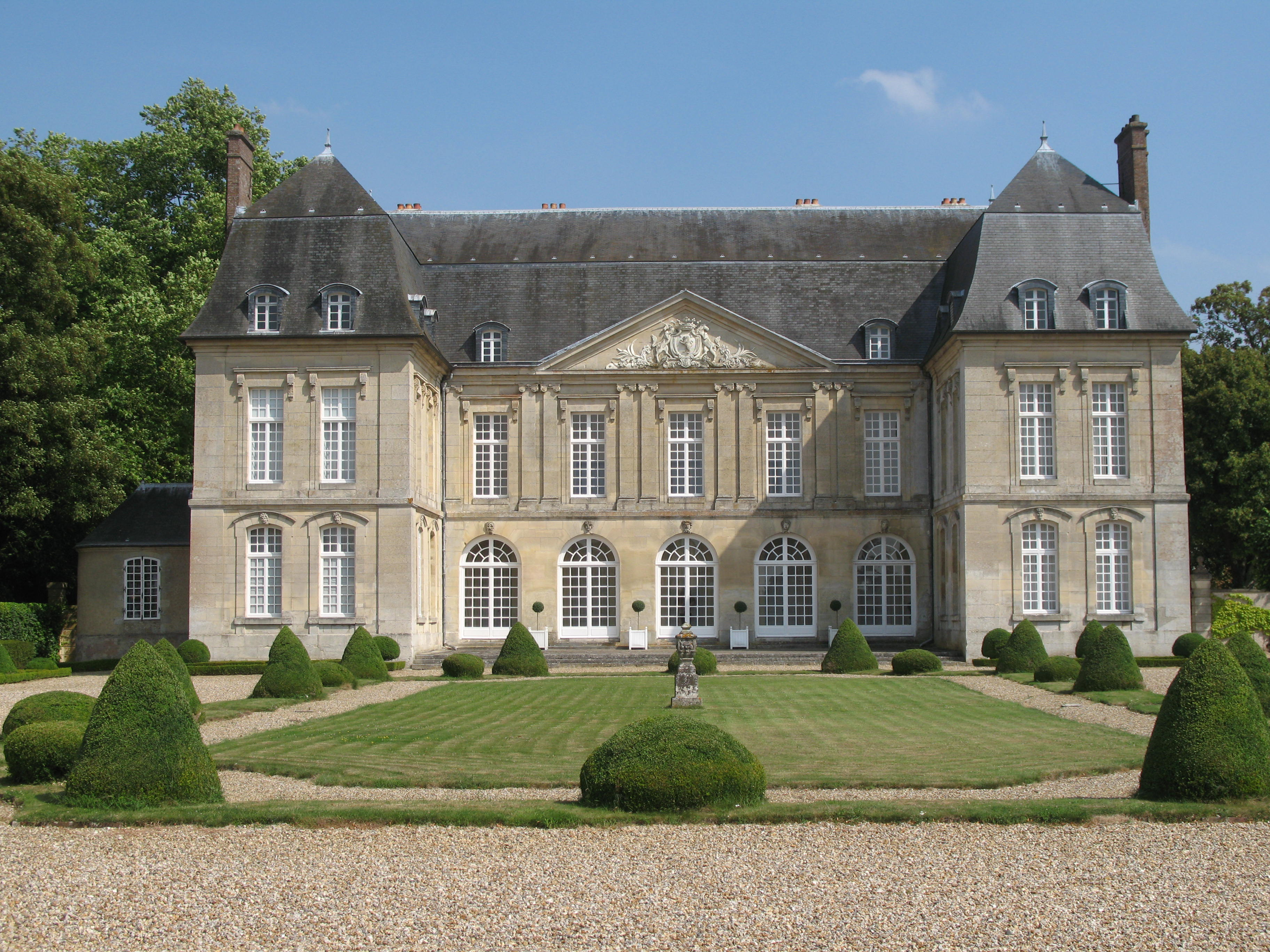
Château de Boury
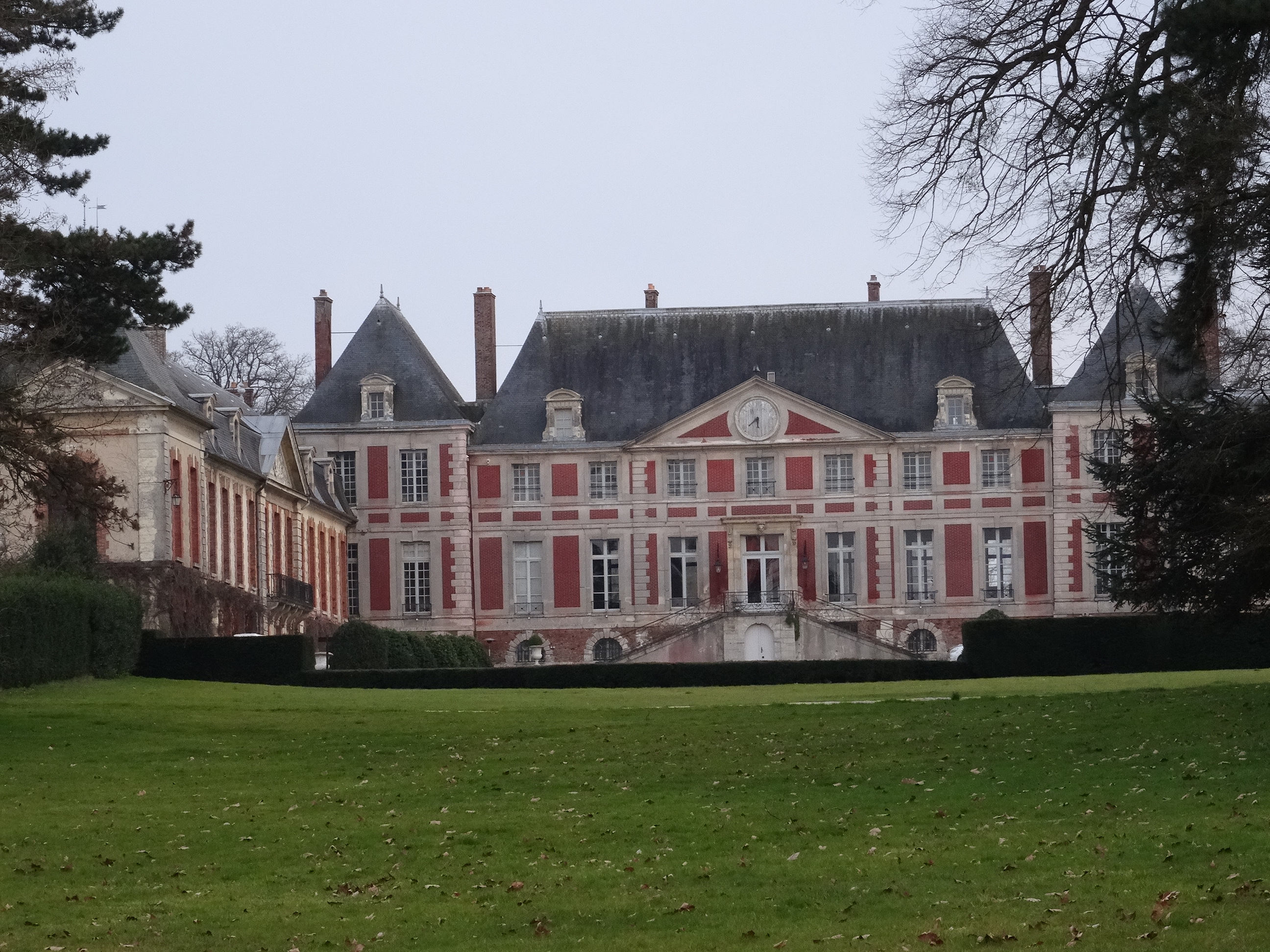
Château de Guermantes.
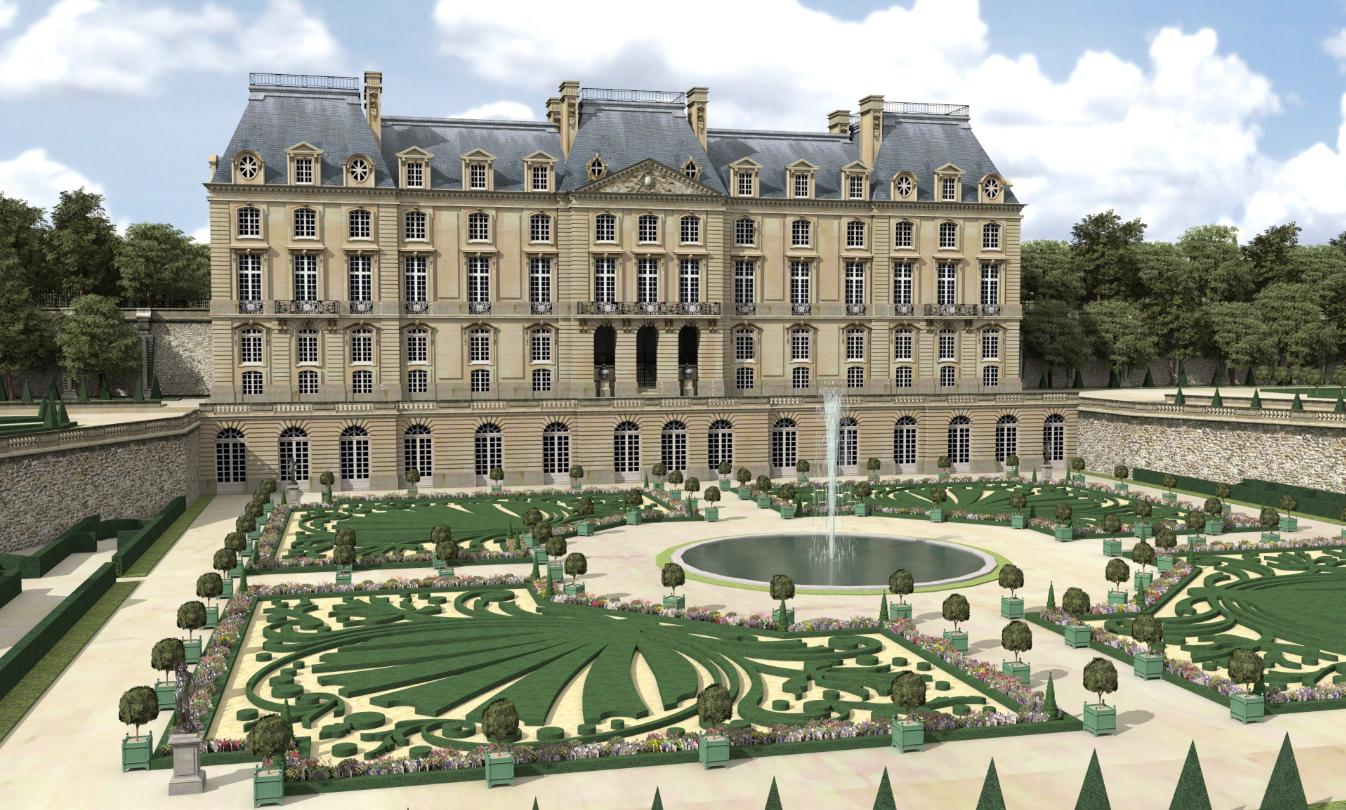
Château-Neuf de Meudon (reconstitution).
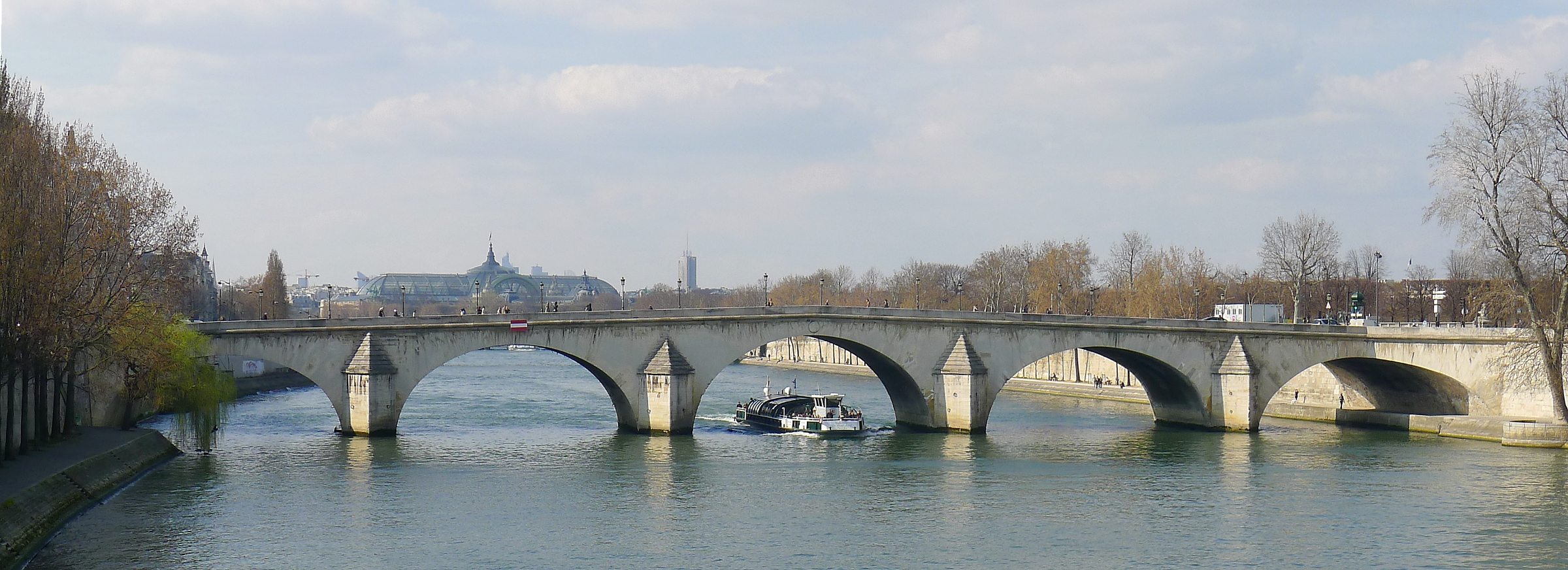
Pont Royal à Paris.

### Au château de Versailles

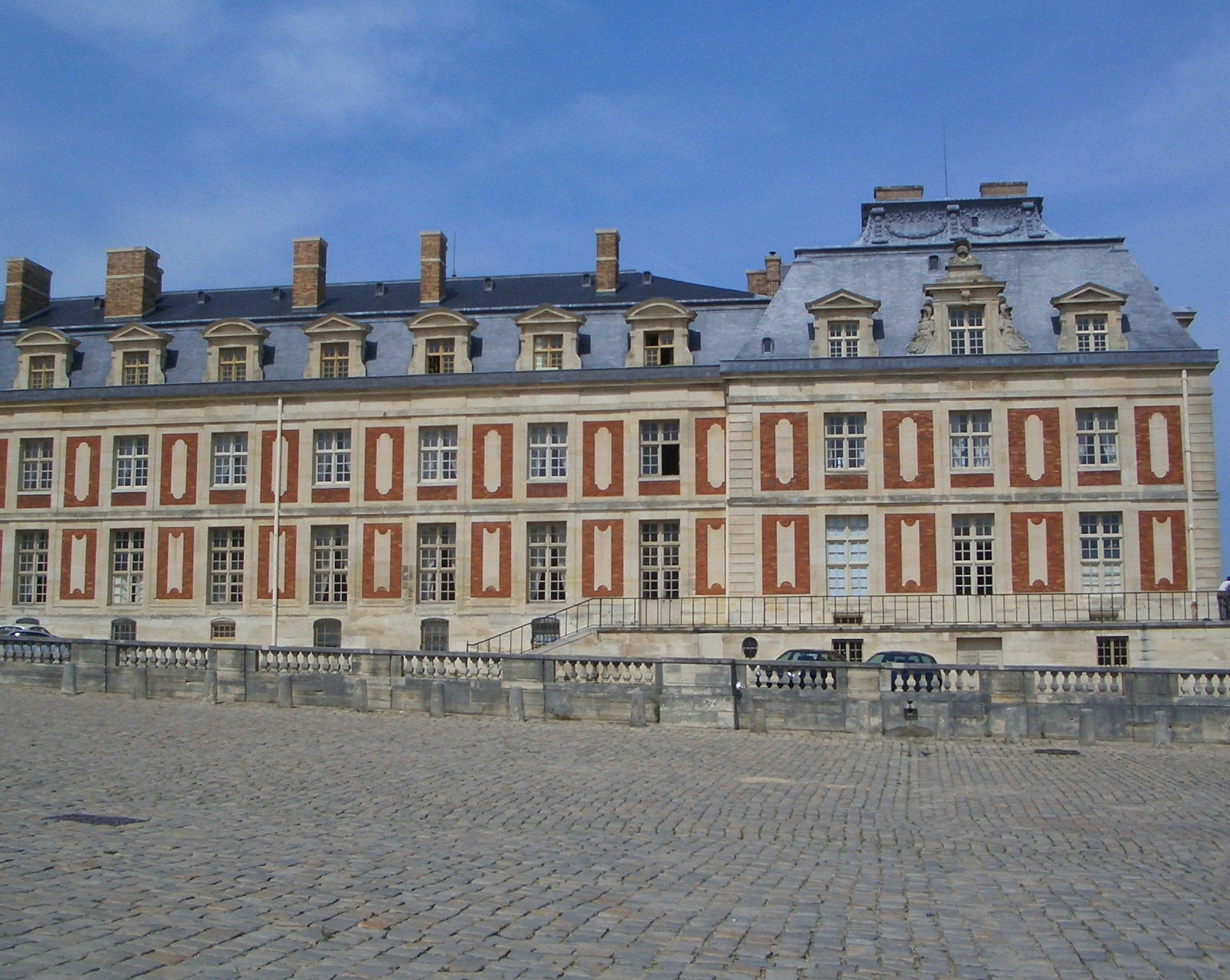
Aile des ministres du château de Versailles.
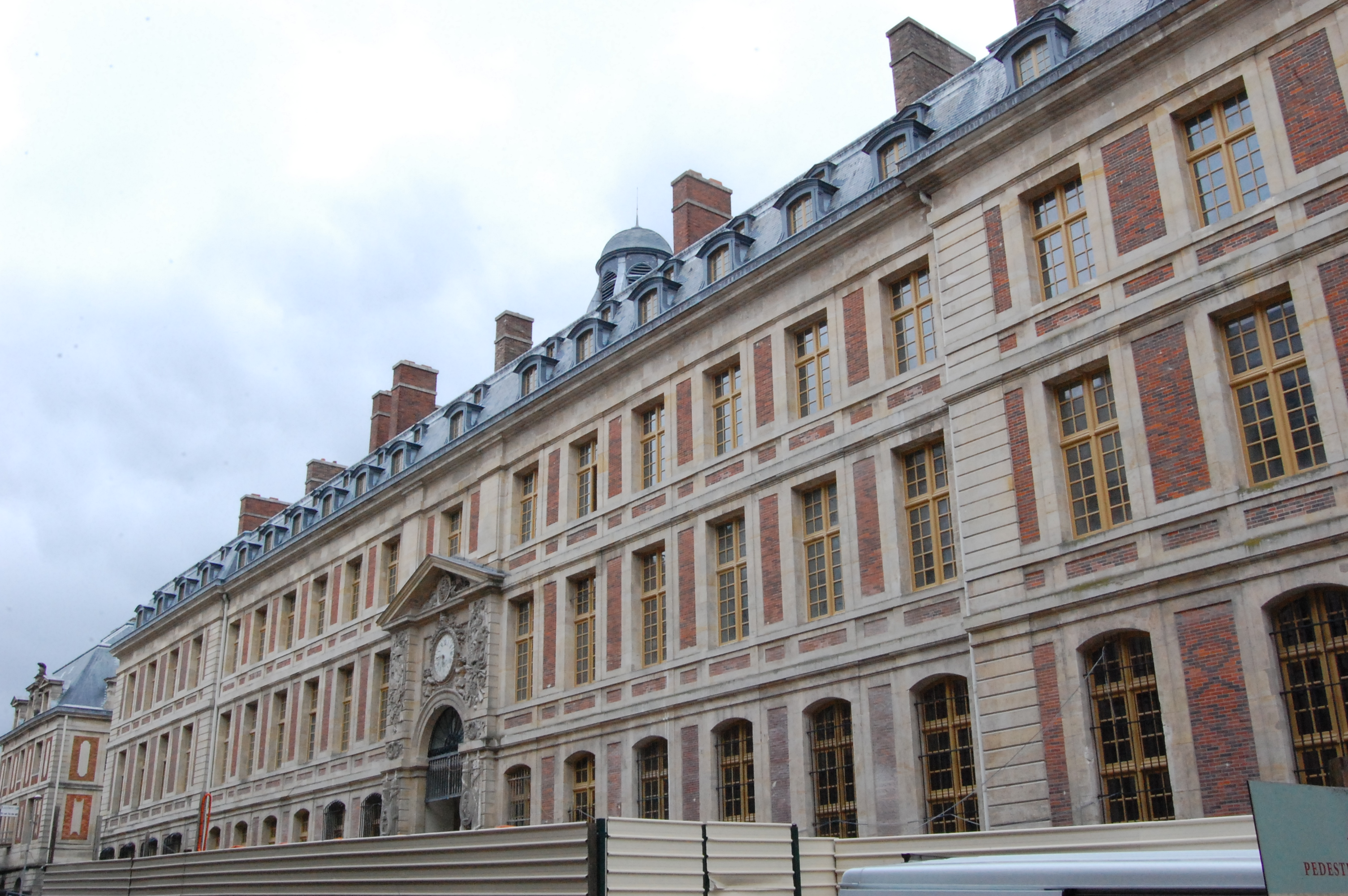
Grand Commun du château de Versailles
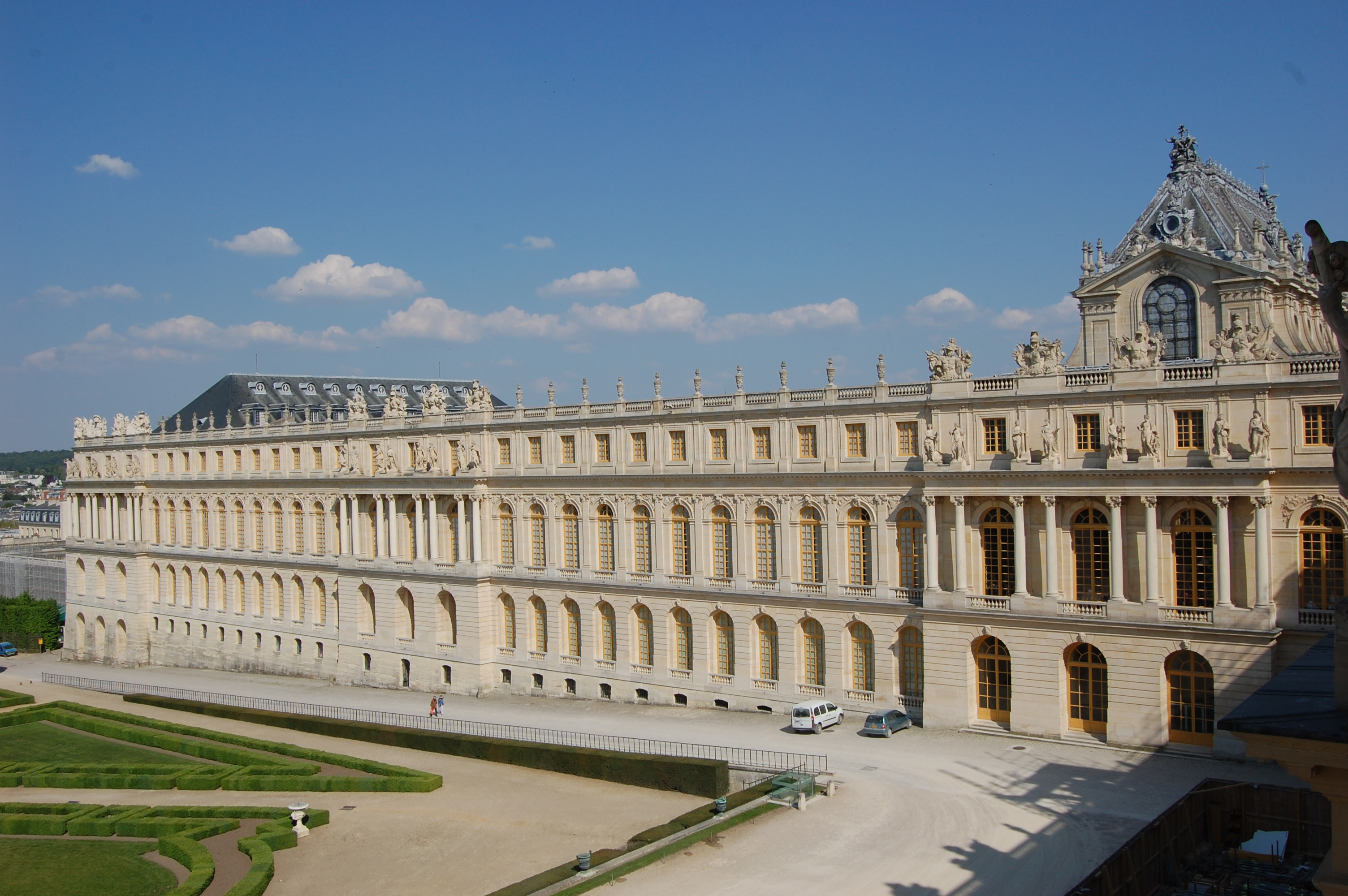
Aile du Nord du château de Versailles.
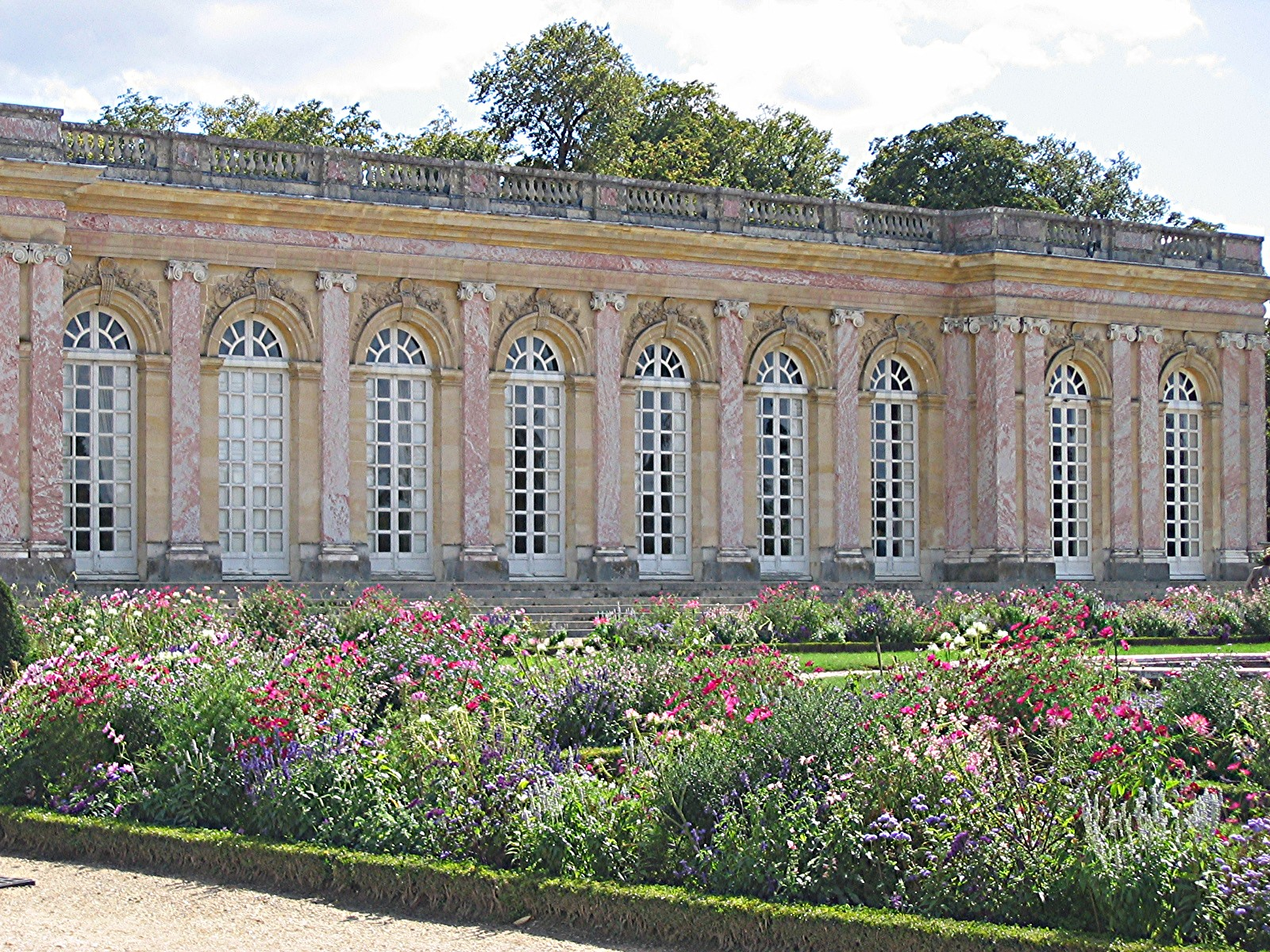
Grand Trianon
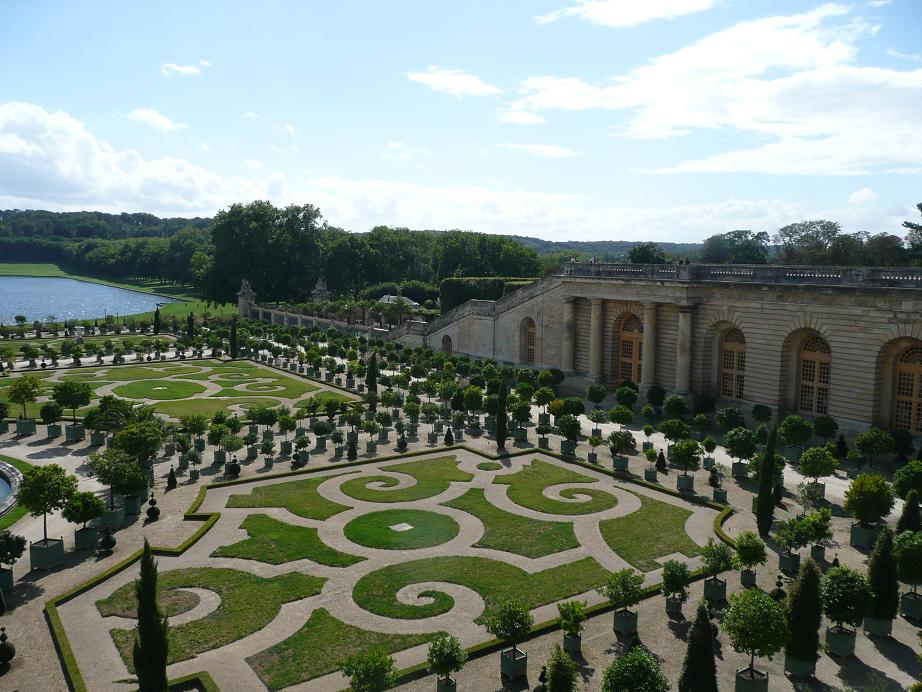
Orangerie du château de Versailles

### Édifices religieux

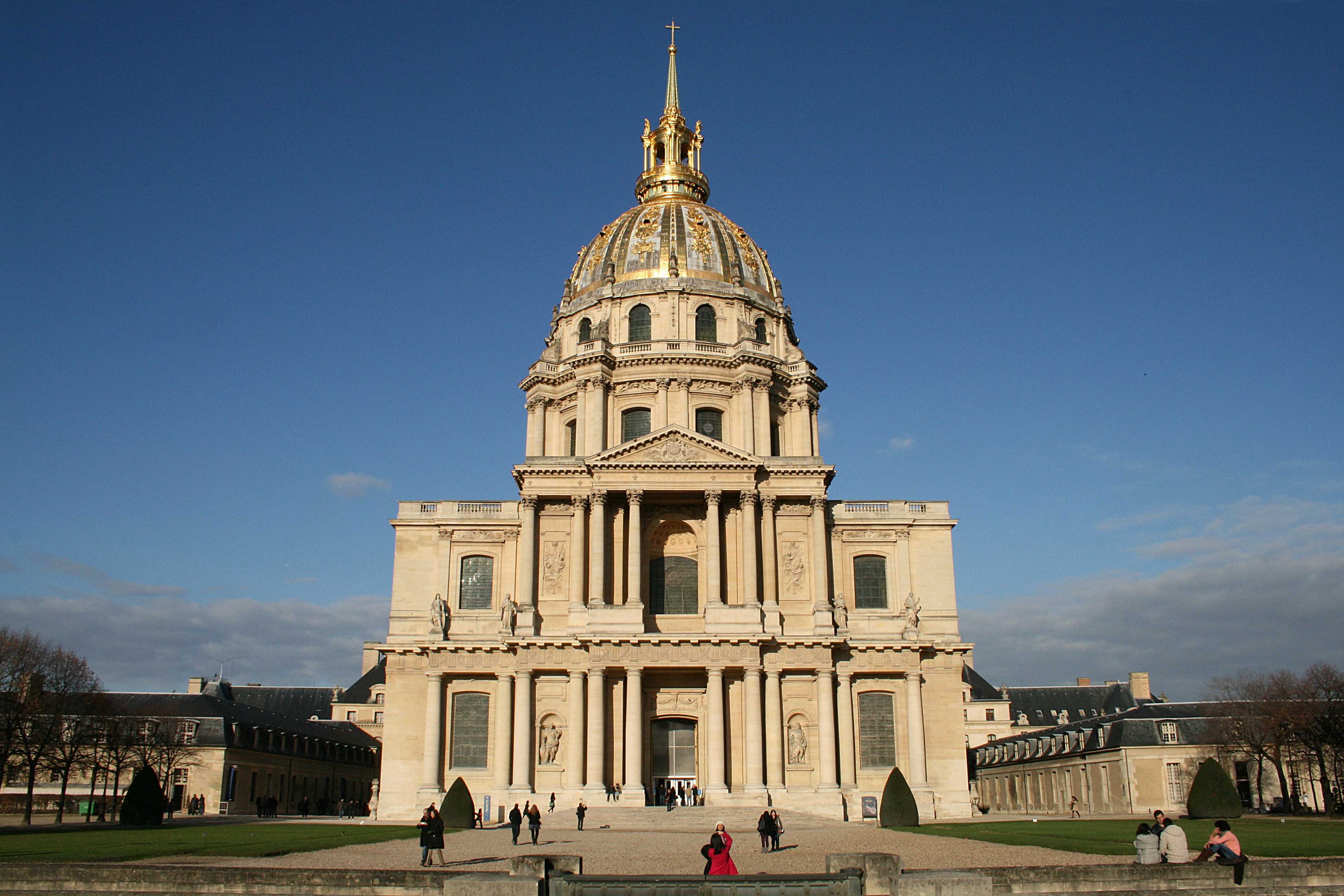
Église du Dôme de l'Hôtel des Invalides (1676-1706).
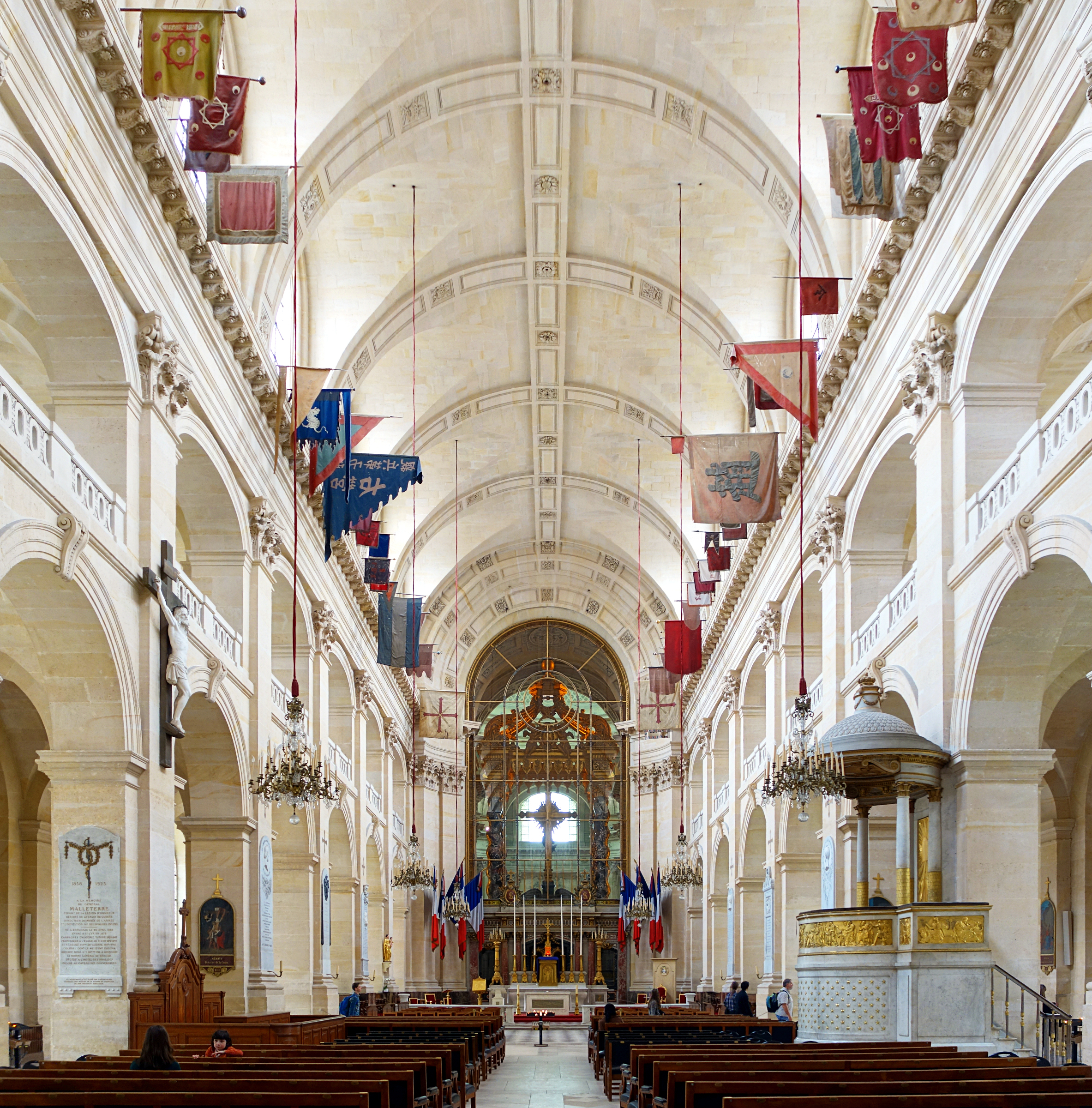
Nef de la cathédrale Saint-Louis des Invalides (1676-1706).
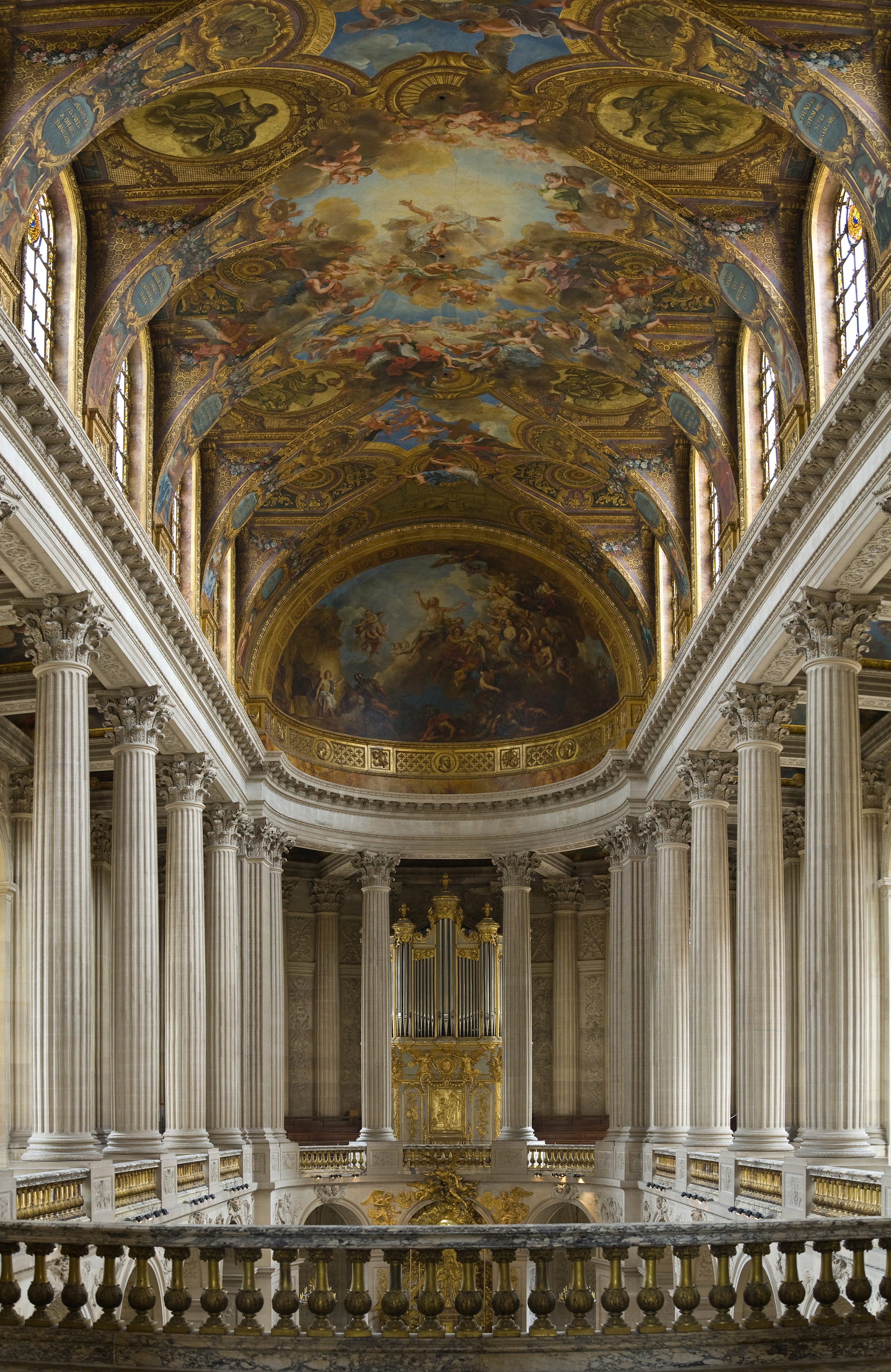
Chapelle du château de Versailles (1698-1710).
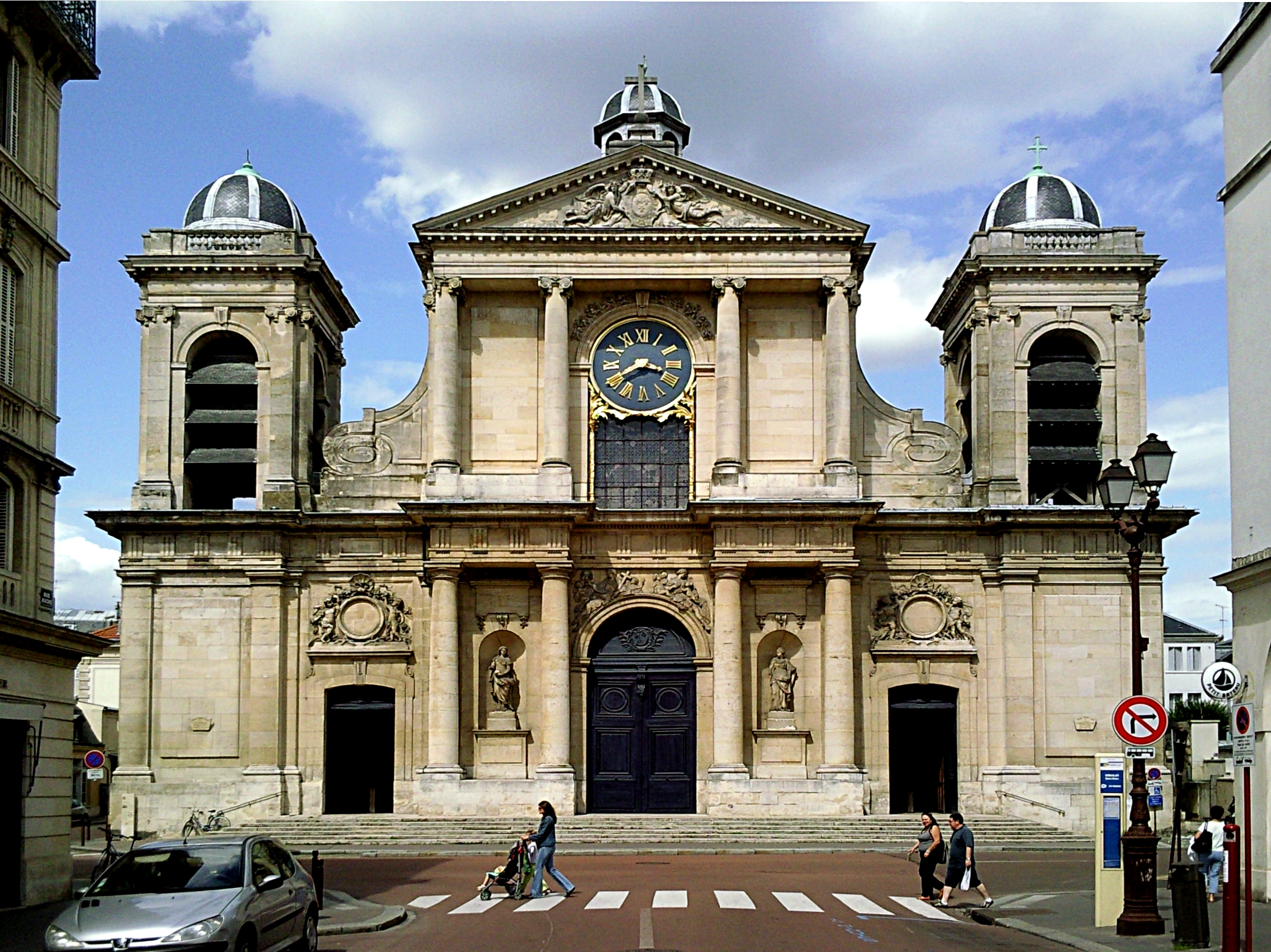
Église Notre-Dame de Versailles (1698-1710).
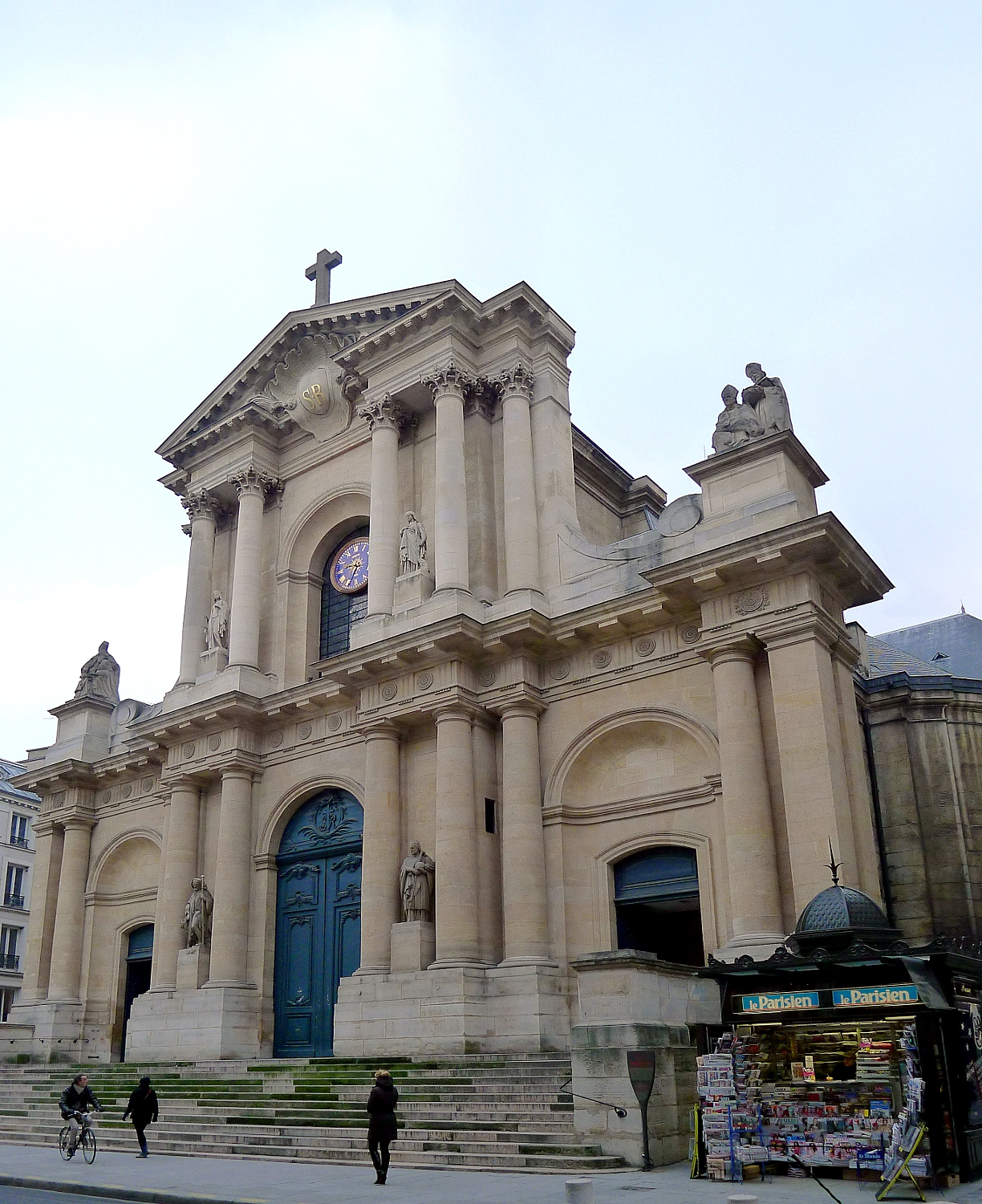
Église Saint-Roch à Paris (1701-1722).
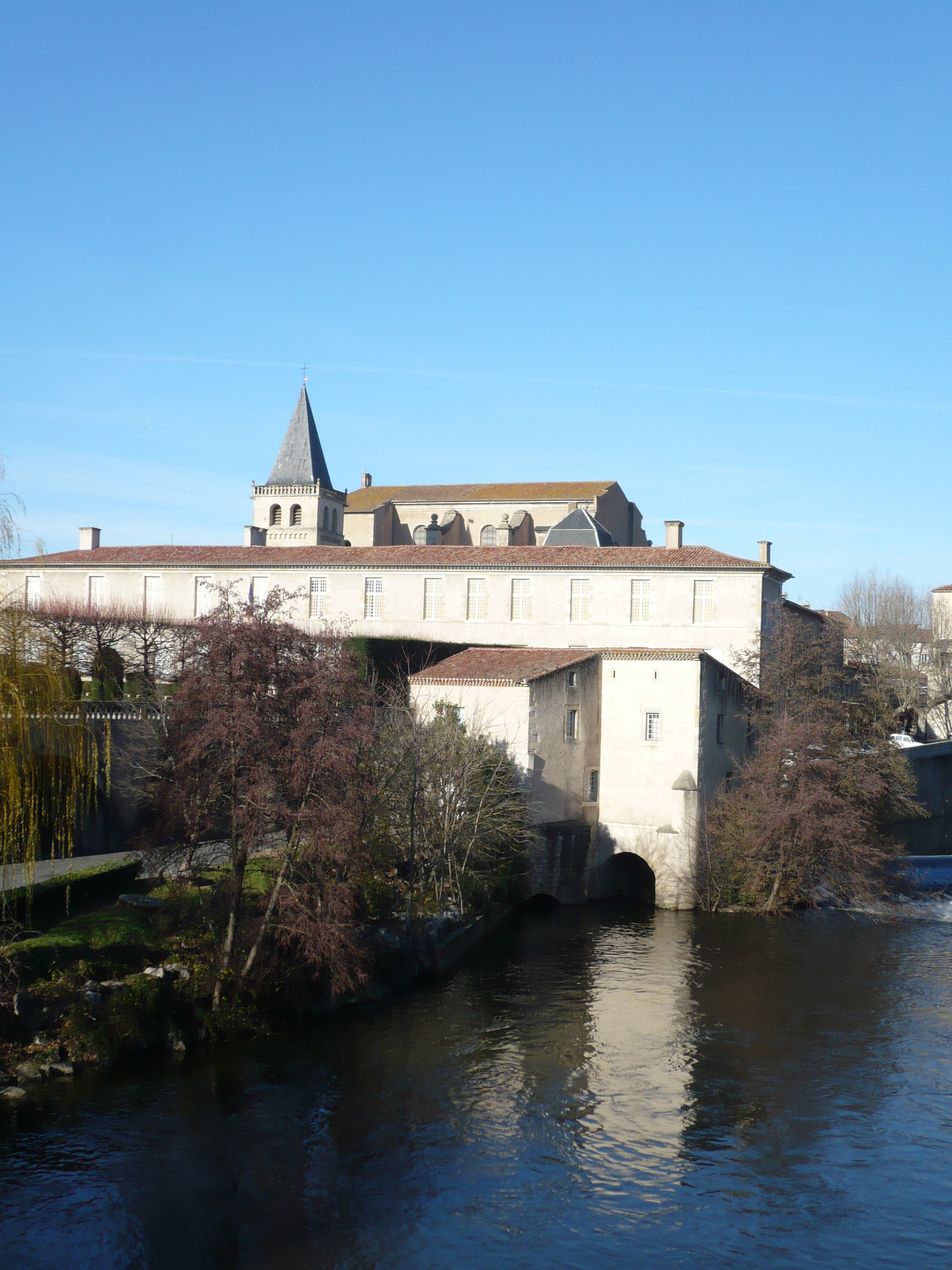
Palais de l'Évêché de Castres (1777-1779).

## Généalogie simplifiée
La famille Hardouin est originaire de Beauvais. Les Hardouin sont connus grâces aux actes notariés. Ils sont menuisiers, maçons, tombiers et peintres. Un Jean Hardouin apparaît dans un rôle de don de 3 000 livres au roi, en 1522. Jules Hardouin-Mansart est le descendant de Scipion I Hardouin, cité en 1552 et 1564, travaille sur la cathédrale de Beauvais. Scipion II Hardouin est cité dans un contrat de vente du 23 mai 1574. Scipion III Hardouin est peintre et sculpteur et exécute divers travaux dans l'église Saint-Martin de Beauvais, en 1586 et 1592, marié à Adrienne Granger dont il a eu cinq enfants : Bertin, Marie, Scipion IV, Sébastienne, Anne. Bertin Hardouin, né à Beauvais, est peintre, s'installe à Paris et se marie avec Antoinette Desjardins dont il a eu quatre enfants : Marie, Charles (1605-1635), Nicolas (1609- ), Raphaël, né à Paris le 27 juin 1612, marié à Marie Gaultier, père de Jules-Hardouin-Mansart, Michel Hardouin (1647-1687), Marguerite, Jean et Joseph, ces derniers morts avant leur père.
|                                     |                                     |                                     |                                     |                                     |                                     |  |  |                                            |                                            |                                            |                                            |                                            |                                            |                                   |                                   |                                   |                                   | Jehan Mansart (maitre maçon)    | Jehan Mansart (maitre maçon)    | Jehan Mansart (maitre maçon)    | Jehan Mansart (maitre maçon)    | Jehan Mansart (maitre maçon)  | Jehan Mansart (maitre maçon)  |                                              |                                              |                                              |                                              |                                              |                                              | Jacques Le Roy (maitre maçon) | Jacques Le Roy (maitre maçon) | Jacques Le Roy (maitre maçon)              | Jacques Le Roy (maitre maçon)              | Jacques Le Roy (maitre maçon)              | Jacques Le Roy (maitre maçon)              |                                                    |                                                    |                                                    |                                                    |                                                                       |                                                                       |                                                                       |                                                                       |                                                                       |                                                                       |  |  |                 |                 |                 |                 |                                    |                                    |                                    |                                    |                                                |                                                |                                                |                                                |                                                |                                                |  |  |                             |                             |                             |                             |                             |                             |  |  |
|                                     |                                     |                                     |                                     |                                     |                                     |  |  |                                            |                                            |                                            |                                            |                                            |                                            |                                   |                                   |                                   |                                   | Jehan Mansart (maitre maçon)    | Jehan Mansart (maitre maçon)    | Jehan Mansart (maitre maçon)    | Jehan Mansart (maitre maçon)    | Jehan Mansart (maitre maçon)  | Jehan Mansart (maitre maçon)  |                                              |                                              |                                              |                                              |                                              |                                              | Jacques Le Roy (maitre maçon) | Jacques Le Roy (maitre maçon) | Jacques Le Roy (maitre maçon)              | Jacques Le Roy (maitre maçon)              | Jacques Le Roy (maitre maçon)              | Jacques Le Roy (maitre maçon)              |                                                    |                                                    |                                                    |                                                    |                                                                       |                                                                       |                                                                       |                                                                       |                                                                       |                                                                       |  |  |                 |                 |                 |                 |                                    |                                    |                                    |                                    |                                                |                                                |                                                |                                                |                                                |                                                |  |  |                             |                             |                             |                             |                             |                             |  |  |
|                                     |                                     |                                     |                                     |                                     |                                     |  |  |                                            |                                            |                                            |                                            |                                            |                                            |                                   |                                   |                                   |                                   | Absalon Mansart (charpentier)   | Absalon Mansart (charpentier)   | Absalon Mansart (charpentier)   | Absalon Mansart (charpentier)   | Absalon Mansart (charpentier) | Absalon Mansart (charpentier) |                                              |                                              |                                              |                                              |                                              |                                              | Michelle Le Roy               | Michelle Le Roy               | Michelle Le Roy                            | Michelle Le Roy                            | Michelle Le Roy                            | Michelle Le Roy                            |                                                    |                                                    |                                                    |                                                    |                                                                       |                                                                       |                                                                       |                                                                       |                                                                       |                                                                       |  |  |                 |                 |                 |                 |                                    |                                    |                                    |                                    |                                                |                                                |                                                |                                                |                                                |                                                |  |  |                             |                             |                             |                             |                             |                             |  |  |
|                                     |                                     |                                     |                                     |                                     |                                     |  |  |                                            |                                            |                                            |                                            |                                            |                                            |                                   |                                   |                                   |                                   | Absalon Mansart (charpentier)   | Absalon Mansart (charpentier)   | Absalon Mansart (charpentier)   | Absalon Mansart (charpentier)   | Absalon Mansart (charpentier) | Absalon Mansart (charpentier) |                                              |                                              |                                              |                                              |                                              |                                              | Michelle Le Roy               | Michelle Le Roy               | Michelle Le Roy                            | Michelle Le Roy                            | Michelle Le Roy                            | Michelle Le Roy                            |                                                    |                                                    |                                                    |                                                    |                                                                       |                                                                       |                                                                       |                                                                       |                                                                       |                                                                       |  |  |                 |                 |                 |                 |                                    |                                    |                                    |                                    |                                                |                                                |                                                |                                                |                                                |                                                |  |  |                             |                             |                             |                             |                             |                             |  |  |
|                                     |                                     |                                     |                                     |                                     |                                     |  |  |                                            |                                            |                                            |                                            |                                            |                                            |                                   |                                   |                                   |                                   |                                 |                                 |                                 |                                 |                               |                               |                                              |                                              |                                              |                                              |                                              |                                              |                               |                               |                                            |                                            |                                            |                                            |                                                    |                                                    |                                                    |                                                    |                                                                       |                                                                       |                                                                       |                                                                       |                                                                       |                                                                       |  |  |                 |                 |                 |                 |                                    |                                    |                                    |                                    |                                                |                                                |                                                |                                                |                                                |                                                |  |  |                             |                             |                             |                             |                             |                             |  |  |
|                                     |                                     |                                     |                                     |                                     |                                     |  |  |                                            |                                            |                                            |                                            |                                            |                                            |                                   |                                   |                                   |                                   |                                 |                                 |                                 |                                 |                               |                               |                                              |                                              |                                              |                                              |                                              |                                              |                               |                               |                                            |                                            |                                            |                                            |                                                    |                                                    |                                                    |                                                    |                                                                       |                                                                       |                                                                       |                                                                       |                                                                       |                                                                       |  |  |                 |                 |                 |                 |                                    |                                    |                                    |                                    |                                                |                                                |                                                |                                                |                                                |                                                |  |  |                             |                             |                             |                             |                             |                             |  |  |
|                                     |                                     |                                     |                                     |                                     |                                     |  |  | Germain Gaultier (sculpteur et architecte) | Germain Gaultier (sculpteur et architecte) | Germain Gaultier (sculpteur et architecte) | Germain Gaultier (sculpteur et architecte) | Germain Gaultier (sculpteur et architecte) | Germain Gaultier (sculpteur et architecte) |                                   |                                   |                                   |                                   |                                 |                                 | Marie Mansart                   | Marie Mansart                   | Marie Mansart                 | Marie Mansart                 | Marie Mansart                                | Marie Mansart                                |                                              |                                              | François Mansart (architecte)                | François Mansart (architecte)                | François Mansart (architecte) | François Mansart (architecte) | François Mansart (architecte)              | François Mansart (architecte)              |                                            |                                            |                                                    |                                                    |                                                    |                                                    |                                                                       |                                                                       |                                                                       |                                                                       |                                                                       |                                                                       |  |  |                 |                 |                 |                 |                                    |                                    |                                    |                                    | Frémin de Cotte (ingénieur, architecte du roi) | Frémin de Cotte (ingénieur, architecte du roi) | Frémin de Cotte (ingénieur, architecte du roi) | Frémin de Cotte (ingénieur, architecte du roi) | Frémin de Cotte (ingénieur, architecte du roi) | Frémin de Cotte (ingénieur, architecte du roi) |  |  |                             |                             |                             |                             |                             |                             |  |  |
|                                     |                                     |                                     |                                     |                                     |                                     |  |  | Germain Gaultier (sculpteur et architecte) | Germain Gaultier (sculpteur et architecte) | Germain Gaultier (sculpteur et architecte) | Germain Gaultier (sculpteur et architecte) | Germain Gaultier (sculpteur et architecte) | Germain Gaultier (sculpteur et architecte) |                                   |                                   |                                   |                                   |                                 |                                 | Marie Mansart                   | Marie Mansart                   | Marie Mansart                 | Marie Mansart                 | Marie Mansart                                | Marie Mansart                                |                                              |                                              | François Mansart (architecte)                | François Mansart (architecte)                | François Mansart (architecte) | François Mansart (architecte) | François Mansart (architecte)              | François Mansart (architecte)              |                                            |                                            |                                                    |                                                    |                                                    |                                                    |                                                                       |                                                                       |                                                                       |                                                                       |                                                                       |                                                                       |  |  |                 |                 |                 |                 |                                    |                                    |                                    |                                    | Frémin de Cotte (ingénieur, architecte du roi) | Frémin de Cotte (ingénieur, architecte du roi) | Frémin de Cotte (ingénieur, architecte du roi) | Frémin de Cotte (ingénieur, architecte du roi) | Frémin de Cotte (ingénieur, architecte du roi) | Frémin de Cotte (ingénieur, architecte du roi) |  |  |                             |                             |                             |                             |                             |                             |  |  |
|                                     |                                     |                                     |                                     |                                     |                                     |  |  |                                            |                                            |                                            |                                            |                                            |                                            |                                   |                                   |                                   |                                   |                                 |                                 |                                 |                                 |                               |                               |                                              |                                              |                                              |                                              |                                              |                                              |                               |                               |                                            |                                            |                                            |                                            |                                                    |                                                    |                                                    |                                                    |                                                                       |                                                                       |                                                                       |                                                                       |                                                                       |                                                                       |  |  |                 |                 |                 |                 |                                    |                                    |                                    |                                    |                                                |                                                |                                                |                                                |                                                |                                                |  |  |                             |                             |                             |                             |                             |                             |  |  |
|                                     |                                     |                                     |                                     |                                     |                                     |  |  |                                            |                                            |                                            |                                            |                                            |                                            |                                   |                                   |                                   |                                   |                                 |                                 |                                 |                                 |                               |                               |                                              |                                              |                                              |                                              |                                              |                                              |                               |                               |                                            |                                            |                                            |                                            |                                                    |                                                    |                                                    |                                                    |                                                                       |                                                                       |                                                                       |                                                                       |                                                                       |                                                                       |  |  |                 |                 |                 |                 |                                    |                                    |                                    |                                    |                                                |                                                |                                                |                                                |                                                |                                                |  |  |                             |                             |                             |                             |                             |                             |  |  |
|                                     |                                     |                                     |                                     |                                     |                                     |  |  |                                            |                                            |                                            |                                            |                                            |                                            |                                   |                                   |                                   |                                   |                                 |                                 |                                 |                                 |                               |                               |                                              |                                              |                                              |                                              |                                              |                                              |                               |                               |                                            |                                            |                                            |                                            |                                                    |                                                    |                                                    |                                                    |                                                                       |                                                                       |                                                                       |                                                                       |                                                                       |                                                                       |  |  |                 |                 |                 |                 |                                    |                                    |                                    |                                    |                                                |                                                |                                                |                                                |                                                |                                                |  |  |                             |                             |                             |                             |                             |                             |  |  |
| Edme Delisle (peintre)              | Edme Delisle (peintre)              | Edme Delisle (peintre)              | Edme Delisle (peintre)              | Edme Delisle (peintre)              | Edme Delisle (peintre)              |  |  | Michelle Gaultier                          | Michelle Gaultier                          | Michelle Gaultier                          | Michelle Gaultier                          | Michelle Gaultier                          | Michelle Gaultier                          |                                   |                                   |                                   |                                   |                                 |                                 | Marie Gaultier                  | Marie Gaultier                  | Marie Gaultier                | Marie Gaultier                | Marie Gaultier                               | Marie Gaultier                               |                                              |                                              |                                              |                                              |                               |                               | Raphaël Hardouin (peintre)                 | Raphaël Hardouin (peintre)                 | Raphaël Hardouin (peintre)                 | Raphaël Hardouin (peintre)                 | Raphaël Hardouin (peintre)                         | Raphaël Hardouin (peintre)                         |                                                    |                                                    | Nicolas Bodin (Conseiller du roi, Trésorier de la Prévôté de l'Hôtel) | Nicolas Bodin (Conseiller du roi, Trésorier de la Prévôté de l'Hôtel) | Nicolas Bodin (Conseiller du roi, Trésorier de la Prévôté de l'Hôtel) | Nicolas Bodin (Conseiller du roi, Trésorier de la Prévôté de l'Hôtel) | Nicolas Bodin (Conseiller du roi, Trésorier de la Prévôté de l'Hôtel) | Nicolas Bodin (Conseiller du roi, Trésorier de la Prévôté de l'Hôtel) |  |  | Madeleine Adam  | Madeleine Adam  | Madeleine Adam  | Madeleine Adam  | Madeleine Adam                     | Madeleine Adam                     |                                    |                                    | Charles de Cotte                               | Charles de Cotte                               | Charles de Cotte                               | Charles de Cotte                               | Charles de Cotte                               | Charles de Cotte                               |  |  | Anne Du Fay                 | Anne Du Fay                 | Anne Du Fay                 | Anne Du Fay                 | Anne Du Fay                 | Anne Du Fay                 |  |  |
| Edme Delisle (peintre)              | Edme Delisle (peintre)              | Edme Delisle (peintre)              | Edme Delisle (peintre)              | Edme Delisle (peintre)              | Edme Delisle (peintre)              |  |  | Michelle Gaultier                          | Michelle Gaultier                          | Michelle Gaultier                          | Michelle Gaultier                          | Michelle Gaultier                          | Michelle Gaultier                          |                                   |                                   |                                   |                                   |                                 |                                 | Marie Gaultier                  | Marie Gaultier                  | Marie Gaultier                | Marie Gaultier                | Marie Gaultier                               | Marie Gaultier                               |                                              |                                              |                                              |                                              |                               |                               | Raphaël Hardouin (peintre)                 | Raphaël Hardouin (peintre)                 | Raphaël Hardouin (peintre)                 | Raphaël Hardouin (peintre)                 | Raphaël Hardouin (peintre)                         | Raphaël Hardouin (peintre)                         |                                                    |                                                    | Nicolas Bodin (Conseiller du roi, Trésorier de la Prévôté de l'Hôtel) | Nicolas Bodin (Conseiller du roi, Trésorier de la Prévôté de l'Hôtel) | Nicolas Bodin (Conseiller du roi, Trésorier de la Prévôté de l'Hôtel) | Nicolas Bodin (Conseiller du roi, Trésorier de la Prévôté de l'Hôtel) | Nicolas Bodin (Conseiller du roi, Trésorier de la Prévôté de l'Hôtel) | Nicolas Bodin (Conseiller du roi, Trésorier de la Prévôté de l'Hôtel) |  |  | Madeleine Adam  | Madeleine Adam  | Madeleine Adam  | Madeleine Adam  | Madeleine Adam                     | Madeleine Adam                     |                                    |                                    | Charles de Cotte                               | Charles de Cotte                               | Charles de Cotte                               | Charles de Cotte                               | Charles de Cotte                               | Charles de Cotte                               |  |  | Anne Du Fay                 | Anne Du Fay                 | Anne Du Fay                 | Anne Du Fay                 | Anne Du Fay                 | Anne Du Fay                 |  |  |
|                                     |                                     |                                     |                                     |                                     |                                     |  |  |                                            |                                            |                                            |                                            |                                            |                                            |                                   |                                   |                                   |                                   |                                 |                                 |                                 |                                 |                               |                               |                                              |                                              |                                              |                                              |                                              |                                              |                               |                               |                                            |                                            |                                            |                                            |                                                    |                                                    |                                                    |                                                    |                                                                       |                                                                       |                                                                       |                                                                       |                                                                       |                                                                       |  |  |                 |                 |                 |                 |                                    |                                    |                                    |                                    |                                                |                                                |                                                |                                                |                                                |                                                |  |  |                             |                             |                             |                             |                             |                             |  |  |
|                                     |                                     |                                     |                                     |                                     |                                     |  |  |                                            |                                            |                                            |                                            |                                            |                                            |                                   |                                   |                                   |                                   |                                 |                                 |                                 |                                 |                               |                               |                                              |                                              |                                              |                                              |                                              |                                              |                               |                               |                                            |                                            |                                            |                                            |                                                    |                                                    |                                                    |                                                    |                                                                       |                                                                       |                                                                       |                                                                       |                                                                       |                                                                       |  |  |                 |                 |                 |                 |                                    |                                    |                                    |                                    |                                                |                                                |                                                |                                                |                                                |                                                |  |  |                             |                             |                             |                             |                             |                             |  |  |
|                                     |                                     |                                     |                                     |                                     |                                     |  |  |                                            |                                            |                                            |                                            |                                            |                                            |                                   |                                   |                                   |                                   |                                 |                                 |                                 |                                 |                               |                               |                                              |                                              |                                              |                                              |                                              |                                              |                               |                               |                                            |                                            |                                            |                                            |                                                    |                                                    |                                                    |                                                    |                                                                       |                                                                       |                                                                       |                                                                       |                                                                       |                                                                       |  |  |                 |                 |                 |                 |                                    |                                    |                                    |                                    |                                                |                                                |                                                |                                                |                                                |                                                |  |  |                             |                             |                             |                             |                             |                             |  |  |
| Pierre Delisle-Mansart (architecte) | Pierre Delisle-Mansart (architecte) | Pierre Delisle-Mansart (architecte) | Pierre Delisle-Mansart (architecte) | Pierre Delisle-Mansart (architecte) | Pierre Delisle-Mansart (architecte) |  |  | Marie Delisle                              | Marie Delisle                              | Marie Delisle                              | Marie Delisle                              | Marie Delisle                              | Marie Delisle                              |                                   |                                   | Jacques IV Gabriel (architecte)   | Jacques IV Gabriel (architecte)   | Jacques IV Gabriel (architecte) | Jacques IV Gabriel (architecte) | Jacques IV Gabriel (architecte) | Jacques IV Gabriel (architecte) |                               |                               | Michel Hardouin (architecte)                 | Michel Hardouin (architecte)                 | Michel Hardouin (architecte)                 | Michel Hardouin (architecte)                 | Michel Hardouin (architecte)                 | Michel Hardouin (architecte)                 |                               |                               | Jules Hardouin-Mansart (architecte)        | Jules Hardouin-Mansart (architecte)        | Jules Hardouin-Mansart (architecte)        | Jules Hardouin-Mansart (architecte)        | Jules Hardouin-Mansart (architecte)                | Jules Hardouin-Mansart (architecte)                |                                                    |                                                    | Anne Bodin                                                            | Anne Bodin                                                            | Anne Bodin                                                            | Anne Bodin                                                            | Anne Bodin                                                            | Anne Bodin                                                            |  |  | Catherine Bodin | Catherine Bodin | Catherine Bodin | Catherine Bodin | Catherine Bodin                    | Catherine Bodin                    |                                    |                                    | Robert de Cotte (architecte)                   | Robert de Cotte (architecte)                   | Robert de Cotte (architecte)                   | Robert de Cotte (architecte)                   | Robert de Cotte (architecte)                   | Robert de Cotte (architecte)                   |  |  | Louis de Cotte (architecte) | Louis de Cotte (architecte) | Louis de Cotte (architecte) | Louis de Cotte (architecte) | Louis de Cotte (architecte) | Louis de Cotte (architecte) |  |  |
| Pierre Delisle-Mansart (architecte) | Pierre Delisle-Mansart (architecte) | Pierre Delisle-Mansart (architecte) | Pierre Delisle-Mansart (architecte) | Pierre Delisle-Mansart (architecte) | Pierre Delisle-Mansart (architecte) |  |  | Marie Delisle                              | Marie Delisle                              | Marie Delisle                              | Marie Delisle                              | Marie Delisle                              | Marie Delisle                              |                                   |                                   | Jacques IV Gabriel (architecte)   | Jacques IV Gabriel (architecte)   | Jacques IV Gabriel (architecte) | Jacques IV Gabriel (architecte) | Jacques IV Gabriel (architecte) | Jacques IV Gabriel (architecte) |                               |                               | Michel Hardouin (architecte)                 | Michel Hardouin (architecte)                 | Michel Hardouin (architecte)                 | Michel Hardouin (architecte)                 | Michel Hardouin (architecte)                 | Michel Hardouin (architecte)                 |                               |                               | Jules Hardouin-Mansart (architecte)        | Jules Hardouin-Mansart (architecte)        | Jules Hardouin-Mansart (architecte)        | Jules Hardouin-Mansart (architecte)        | Jules Hardouin-Mansart (architecte)                | Jules Hardouin-Mansart (architecte)                |                                                    |                                                    | Anne Bodin                                                            | Anne Bodin                                                            | Anne Bodin                                                            | Anne Bodin                                                            | Anne Bodin                                                            | Anne Bodin                                                            |  |  | Catherine Bodin | Catherine Bodin | Catherine Bodin | Catherine Bodin | Catherine Bodin                    | Catherine Bodin                    |                                    |                                    | Robert de Cotte (architecte)                   | Robert de Cotte (architecte)                   | Robert de Cotte (architecte)                   | Robert de Cotte (architecte)                   | Robert de Cotte (architecte)                   | Robert de Cotte (architecte)                   |  |  | Louis de Cotte (architecte) | Louis de Cotte (architecte) | Louis de Cotte (architecte) | Louis de Cotte (architecte) | Louis de Cotte (architecte) | Louis de Cotte (architecte) |  |  |
|                                     |                                     |                                     |                                     |                                     |                                     |  |  |                                            |                                            |                                            |                                            |                                            |                                            |                                   |                                   |                                   |                                   |                                 |                                 |                                 |                                 |                               |                               |                                              |                                              |                                              |                                              |                                              |                                              |                               |                               |                                            |                                            |                                            |                                            |                                                    |                                                    |                                                    |                                                    |                                                                       |                                                                       |                                                                       |                                                                       |                                                                       |                                                                       |  |  |                 |                 |                 |                 |                                    |                                    |                                    |                                    |                                                |                                                |                                                |                                                |                                                |                                                |  |  |                             |                             |                             |                             |                             |                             |  |  |
|                                     |                                     |                                     |                                     |                                     |                                     |  |  |                                            |                                            |                                            |                                            | Jacques V Gabriel (architecte)             | Jacques V Gabriel (architecte)             | Jacques V Gabriel (architecte)    | Jacques V Gabriel (architecte)    | Jacques V Gabriel (architecte)    | Jacques V Gabriel (architecte)    |                                 |                                 |                                 |                                 |                               |                               | Jules Michel Alexandre Hardouin (architecte) | Jules Michel Alexandre Hardouin (architecte) | Jules Michel Alexandre Hardouin (architecte) | Jules Michel Alexandre Hardouin (architecte) | Jules Michel Alexandre Hardouin (architecte) | Jules Michel Alexandre Hardouin (architecte) |                               |                               |                                            |                                            |                                            |                                            | Jacques Hardouin-Mansart (Conseiller au Parlement) | Jacques Hardouin-Mansart (Conseiller au Parlement) | Jacques Hardouin-Mansart (Conseiller au Parlement) | Jacques Hardouin-Mansart (Conseiller au Parlement) | Jacques Hardouin-Mansart (Conseiller au Parlement)                    | Jacques Hardouin-Mansart (Conseiller au Parlement)                    |                                                                       |                                                                       |                                                                       |                                                                       |  |  |                 |                 |                 |                 | Jules-Robert de Cotte (architecte) | Jules-Robert de Cotte (architecte) | Jules-Robert de Cotte (architecte) | Jules-Robert de Cotte (architecte) | Jules-Robert de Cotte (architecte)             | Jules-Robert de Cotte (architecte)             |                                                |                                                |                                                |                                                |  |  |                             |                             |                             |                             |                             |                             |  |  |
|                                     |                                     |                                     |                                     |                                     |                                     |  |  |                                            |                                            |                                            |                                            | Jacques V Gabriel (architecte)             | Jacques V Gabriel (architecte)             | Jacques V Gabriel (architecte)    | Jacques V Gabriel (architecte)    | Jacques V Gabriel (architecte)    | Jacques V Gabriel (architecte)    |                                 |                                 |                                 |                                 |                               |                               | Jules Michel Alexandre Hardouin (architecte) | Jules Michel Alexandre Hardouin (architecte) | Jules Michel Alexandre Hardouin (architecte) | Jules Michel Alexandre Hardouin (architecte) | Jules Michel Alexandre Hardouin (architecte) | Jules Michel Alexandre Hardouin (architecte) |                               |                               |                                            |                                            |                                            |                                            | Jacques Hardouin-Mansart (Conseiller au Parlement) | Jacques Hardouin-Mansart (Conseiller au Parlement) | Jacques Hardouin-Mansart (Conseiller au Parlement) | Jacques Hardouin-Mansart (Conseiller au Parlement) | Jacques Hardouin-Mansart (Conseiller au Parlement)                    | Jacques Hardouin-Mansart (Conseiller au Parlement)                    |                                                                       |                                                                       |                                                                       |                                                                       |  |  |                 |                 |                 |                 | Jules-Robert de Cotte (architecte) | Jules-Robert de Cotte (architecte) | Jules-Robert de Cotte (architecte) | Jules-Robert de Cotte (architecte) | Jules-Robert de Cotte (architecte)             | Jules-Robert de Cotte (architecte)             |                                                |                                                |                                                |                                                |  |  |                             |                             |                             |                             |                             |                             |  |  |
|                                     |                                     |                                     |                                     |                                     |                                     |  |  |                                            |                                            |                                            |                                            |                                            |                                            |                                   |                                   |                                   |                                   |                                 |                                 |                                 |                                 |                               |                               |                                              |                                              |                                              |                                              |                                              |                                              |                               |                               |                                            |                                            |                                            |                                            |                                                    |                                                    |                                                    |                                                    |                                                                       |                                                                       |                                                                       |                                                                       |                                                                       |                                                                       |  |  |                 |                 |                 |                 |                                    |                                    |                                    |                                    |                                                |                                                |                                                |                                                |                                                |                                                |  |  |                             |                             |                             |                             |                             |                             |  |  |
|                                     |                                     |                                     |                                     |                                     |                                     |  |  |                                            |                                            |                                            |                                            | Ange-Jacques Gabriel (architecte)          | Ange-Jacques Gabriel (architecte)          | Ange-Jacques Gabriel (architecte) | Ange-Jacques Gabriel (architecte) | Ange-Jacques Gabriel (architecte) | Ange-Jacques Gabriel (architecte) |                                 |                                 |                                 |                                 |                               |                               |                                              |                                              |                                              |                                              |                                              |                                              |                               |                               | Jean Hardouin-Mansart de Jouy (architecte) | Jean Hardouin-Mansart de Jouy (architecte) | Jean Hardouin-Mansart de Jouy (architecte) | Jean Hardouin-Mansart de Jouy (architecte) | Jean Hardouin-Mansart de Jouy (architecte)         | Jean Hardouin-Mansart de Jouy (architecte)         |                                                    |                                                    | Jacques Hardouin-Mansart de Sagonne (architecte )                     | Jacques Hardouin-Mansart de Sagonne (architecte )                     | Jacques Hardouin-Mansart de Sagonne (architecte )                     | Jacques Hardouin-Mansart de Sagonne (architecte )                     | Jacques Hardouin-Mansart de Sagonne (architecte )                     | Jacques Hardouin-Mansart de Sagonne (architecte )                     |  |  |                 |                 |                 |                 |                                    |                                    |                                    |                                    |                                                |                                                |                                                |                                                |                                                |                                                |  |  |                             |                             |                             |                             |                             |                             |  |  |
|                                     |                                     |                                     |                                     |                                     |                                     |  |  |                                            |                                            |                                            |                                            | Ange-Jacques Gabriel (architecte)          | Ange-Jacques Gabriel (architecte)          | Ange-Jacques Gabriel (architecte) | Ange-Jacques Gabriel (architecte) | Ange-Jacques Gabriel (architecte) | Ange-Jacques Gabriel (architecte) |                                 |                                 |                                 |                                 |                               |                               |                                              |                                              |                                              |                                              |                                              |                                              |                               |                               | Jean Hardouin-Mansart de Jouy (architecte) | Jean Hardouin-Mansart de Jouy (architecte) | Jean Hardouin-Mansart de Jouy (architecte) | Jean Hardouin-Mansart de Jouy (architecte) | Jean Hardouin-Mansart de Jouy (architecte)         | Jean Hardouin-Mansart de Jouy (architecte)         |                                                    |                                                    | Jacques Hardouin-Mansart de Sagonne (architecte )                     | Jacques Hardouin-Mansart de Sagonne (architecte )                     | Jacques Hardouin-Mansart de Sagonne (architecte )                     | Jacques Hardouin-Mansart de Sagonne (architecte )                     | Jacques Hardouin-Mansart de Sagonne (architecte )                     | Jacques Hardouin-Mansart de Sagonne (architecte )                     |  |  |                 |                 |                 |                 |                                    |                                    |                                    |                                    |                                                |                                                |                                                |                                                |                                                |                                                |  |  |                             |                             |                             |                             |                             |                             |  |  |
|                                     |                                     |                                     |                                     |                                     |                                     |  |  |                                            |                                            |                                            |                                            | Ange-Antoine Gabriel (architecte)          |                                            |                                   |                                   |                                   |                                   |                                 |                                 |                                 |                                 |                               |                               |                                              |                                              |                                              |                                              |                                              |                                              |                               |                               |                                            |                                            |                                            |                                            |                                                    |                                                    |                                                    |                                                    |                                                                       |                                                                       |                                                                       |                                                                       |                                                                       |                                                                       |  |  |                 |                 |                 |                 |                                    |                                    |                                    |                                    |                                                |                                                |                                                |                                                |                                                |                                                |  |  |                             |                             |                             |                             |                             |                             |  |  |

## Élèves
- Jean Aubert (1680-1741)
- Germain Boffrand (1667-1754)
- Pierre Cailleteau dit Lassurance (1655-1724)
- Robert de Cotte (1656-1735)
- Jacques V Gabriel (1667-1742)
- Nicolas Pineau (1684-1754)

## Collaborateurs
- Robert de Cotte (1656-1735)
- François Romain (1647-1735), pour l'église de Guermantes[réf. nécessaire].

## Iconographie
- Une médaille à l'effigie de Jules Hardouin-Mansart a été exécutée par le graveur Jérôme Roussel en 1702. Un exemplaire en est conservé à Paris au musée Carnavalet[14].
- Une médaille posthume a été réalisée par le graveur Masson en 1817. Un exemplaire en est également conservé au musée Carnavalet (ND 378).[réf. nécessaire]
- Mre Jule Hardoüin Mansart, chevalier de l'Ordre de Saint-Michel, comte de Sagonne, conseiller duRoy en ses Conseils, surintendant des Bastimens de sa Majesté, protecteur de l'Académie Royalle de Peinture et de Sculpture, 1710, burin de Charles-Louis Simonneau d'après François de Troy, Paris, École nationale supérieure des beaux-arts[15].